# 熊本市消防局
熊本市消防局（くまもとししょうぼうきょく）は、熊本県熊本市の消防部局（消防本部）。上益城郡益城町と阿蘇郡西原村は常備消防事務委託をしている。

## 沿革
令和4年（2022年）版消防年報くまもとの「1 概況」の「（7）常備消防のあゆみ」参照。
- 2016年2月 城南出張所を南区城南町さんさん1丁目1番地1に新築移転し、業務開始。
- 2016年4月1日 北消防署を北区を管轄する署として業務開始（北部出張所を北消防署に統合し、清水出張所、楠出張所及び植木出張所を中央消防署から北消防署へ改編）し、これにより熊本市域における1行政区1消防署体制を整備。
組織改編により、部制を導入し、3部7課へ改編（編成詳細略）。
消防救急デジタル無線を整備し、運用開始。
- 2016年4月14日 平成28年熊本地震前震発生。
- 2016年4月16日 平成28年熊本地震本震発生。
- 2016年4月24日 益城西原消防署の主訓練塔を倒壊危険により解体撤去。
- 2016年5月 消防救急アナログ無線停波（防災相互波除く）。
- 2017年3月 消防庁長官より「熊本地震に際し尽力した功績をたたえ活動表彰」授与。
衛星地球局運用停止（廃局）。
- 2017年4月 火薬類取締法施行令の一部改正に伴い、熊本県から熊本市に権限移譲され、関係事務開始。
- 2017年7月 平成29年7月九州北部豪雨災害支援活動のため、緊急消防援助隊として大分県日田市、福岡県朝倉市へ述べ69隊315人派遣。
- 2018年3月 高速消防救助艇「金峰」の廃船。
- 2018年4月 消防団応援の店登録制度導入。
高圧ガス保安法施行令の一部改正に伴い、熊本県から熊本市に権限移譲され、関係事務開始。
- 2019年4月 緊急消防自動二輪車の廃止。
- 2019年8月 令和元年８月の九州北部地方を中心とした前線に伴う大雨における災害支援活動のため、緊急消防援助隊として佐賀県武雄市及び杵島郡大町町へ12隊39人派遣。
- 2019年10月 熊本県民総合運動公園陸上競技場で開催された「ラグビーワールドカップ2019」フランス対トンガ戦及びウェールズ対ウルグアイ戦にて消防特別警備実施。
- 2019年11-12月 パークドーム熊本、アクアドームくまもと及び熊本県立総合体育館で開催された「2019女子ハンドボール世界選手権」にて消防特別警備実施。
- 2020年4月 消防局庁舎を増築し、消防指令管制システム全面更新に伴うシステム運用開始。日勤救急隊の運用開始（東消防署）。
- 2020年7-8月 熊本県南部地方を中心に発生した令和2年7月豪雨における災害支援活動のため、緊急消防援助隊（指揮支援隊）及び熊本県内応援隊として八代市、人吉市、葦北郡津奈木町、球磨郡球磨村に延べ171隊609名を派遣。
- 2020年10月 令和2年7月豪雨により被害のあった人吉下球磨消防組合へタンク車及び、救急車各１台を譲渡。
- 2021年9月 消防局庁舎の震災復旧工事が完了。

## 組織図

### 総務部
- 総務課
  - 総務班
  - 人事班
  - 企画班

- 管理課
  - 財務班
  - 施設班
  - 装備班

### 予防部
- 予防課
  - 予防班
  - 火災調査班

- 指導課
  - 指導班
  - 危険物保安班

### 警防部
- 警防課
  - 警防救助班
  - 訓練研修班
  - 消防団班

- 情報司令課
  - 情報管理班
  - 指令班

- 救急課
  - 救急管理班
  - 救急指導班

### 消防署
- 指導課
  - 総務班
  - 予防班

- 警防課
  - 計画管理班（※益城西原署以外）
  - 警防班
  - 救急救助班
  - 出張所

※2018年4月1日現在

## 消防署
| 消防署                                  | 住所                        | 庁舎・出張所 |
| --------------------------------------- | --------------------------- | --- |
| 中央消防署 （消防局と兼用）             | 中央区大江3-1-3             | 南熊本庁舎：中央区南熊本3-8-25 出水：中央区水前寺公園13-40                                                             |
| 西消防署                                | 中央区米屋町1-12-1          | 池田庁舎:西区池田2-4-43 田崎：西区田崎2-2-36 小島：西区小島下町2187-2 島崎：西区島崎2-17-23 河内：西区河内町野出1891-1 |
| 東消防署                                | 東区東町4-6-17              | 託麻：東区下南部1-3-137 小山：東区小山4-4-22                                                                           |
| 南消防署                                | 南区平田2-13-1              | 川尻：南区南高江2-15-53 飽田・天明：南区白石町385-1 城南：南区城南町さんさん1-1-1 富合：南区富合町田尻445-5            |
| 北消防署                                | 北区四方寄町514-1           | 清水：北区清水亀井町12-22 楠：北区楠3-9-10 植木：北区植木町山本739-2                                                   |
| 益城西原消防署 （旧：高遊原南消防本部） | 上益城郡益城町大字寺迫202-1 | 西原：阿蘇郡西原村大字小森583-1                                                                                        |

※2020年4月1日現在

### 庁舎ギャラリー

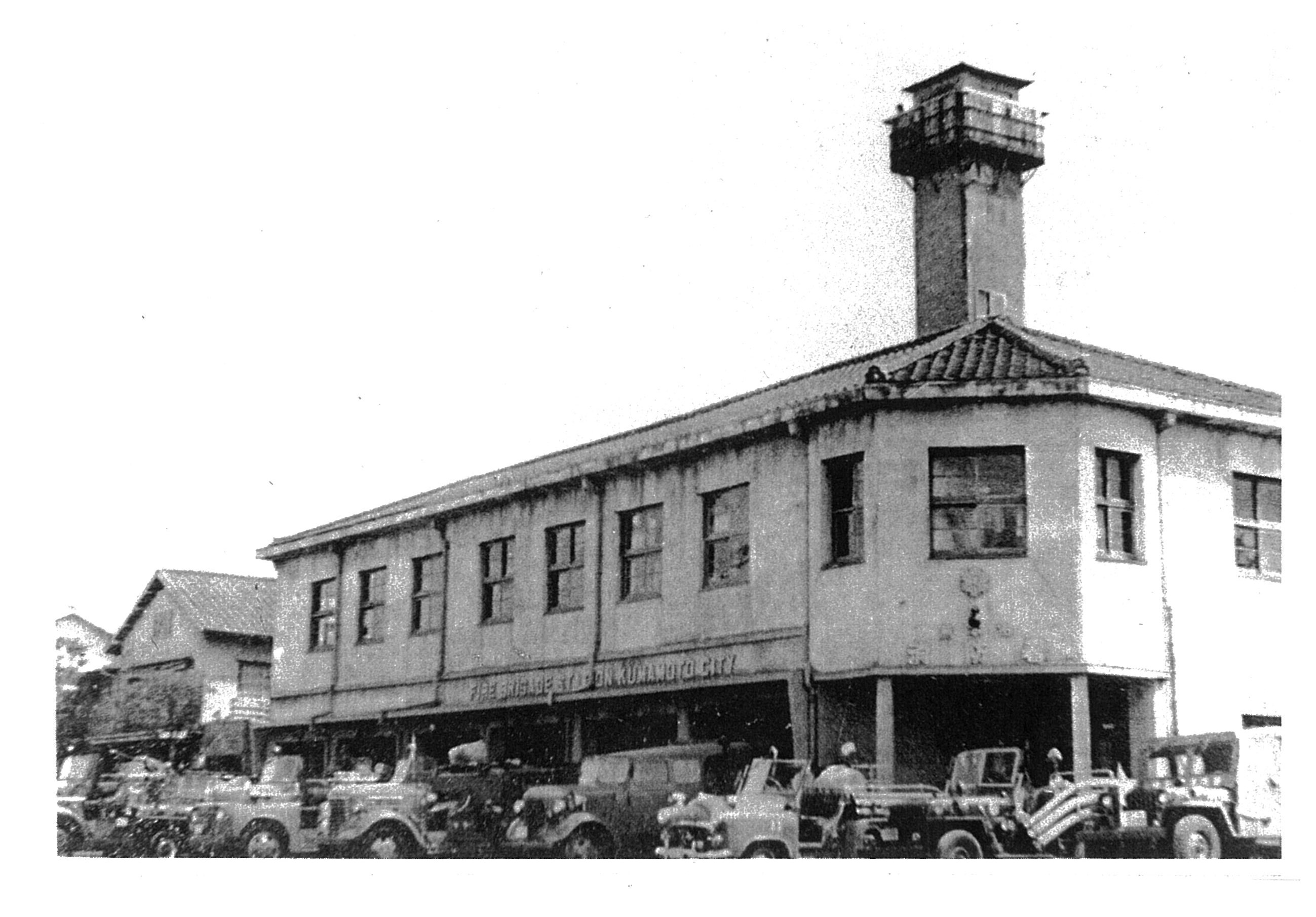
かつて千畑町にあった熊本市消防署（1955年）

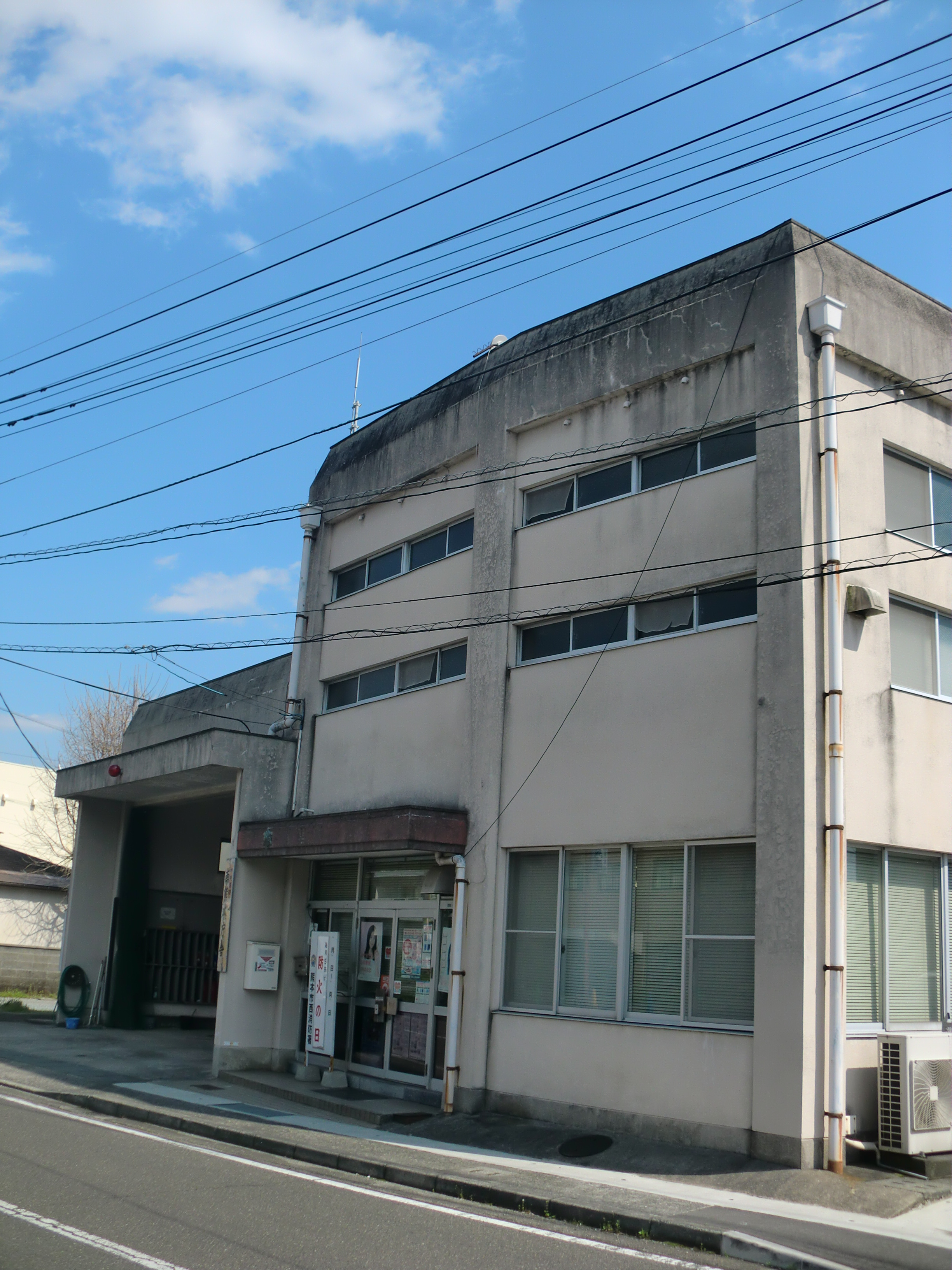
中央消防署南熊本庁舎（2014年）
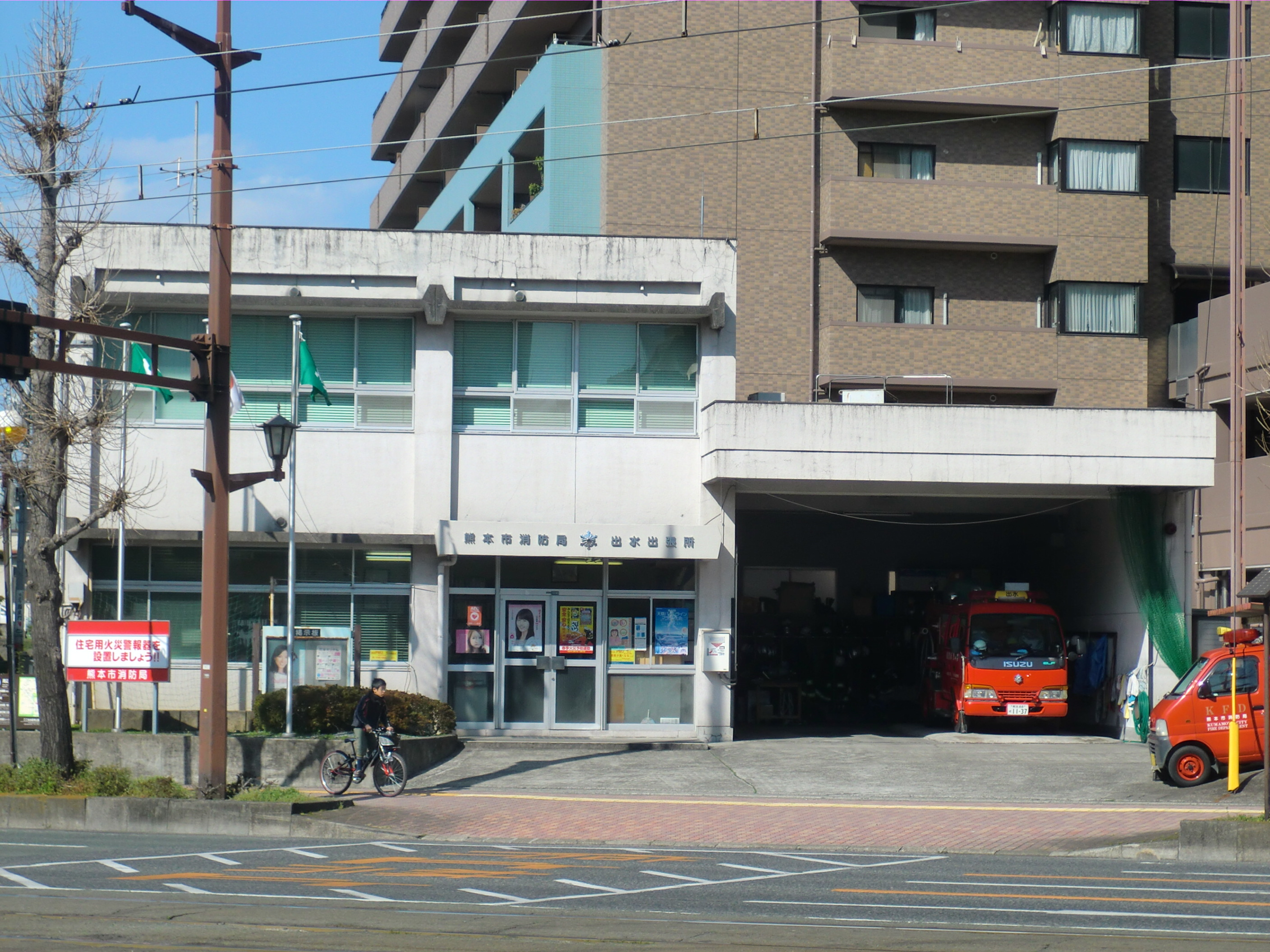
中央消防署出水出張所（2014年）

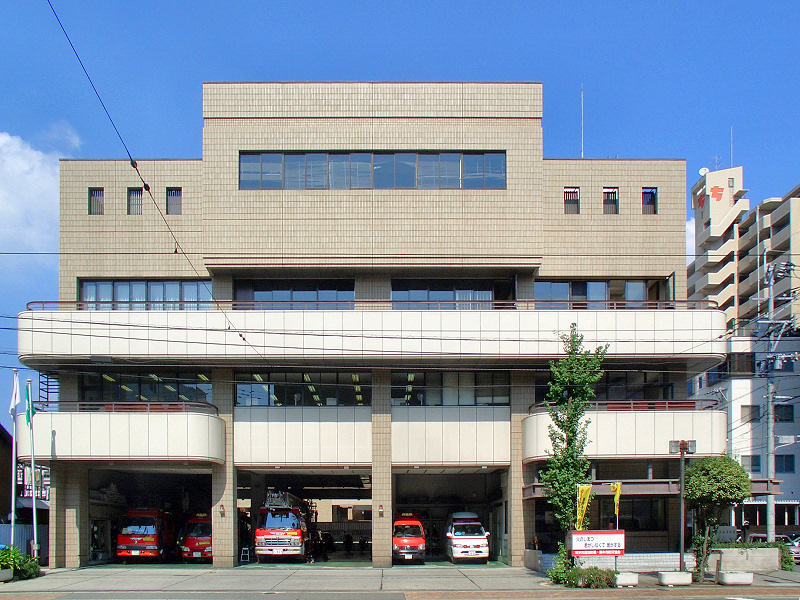
西消防署（2008年）
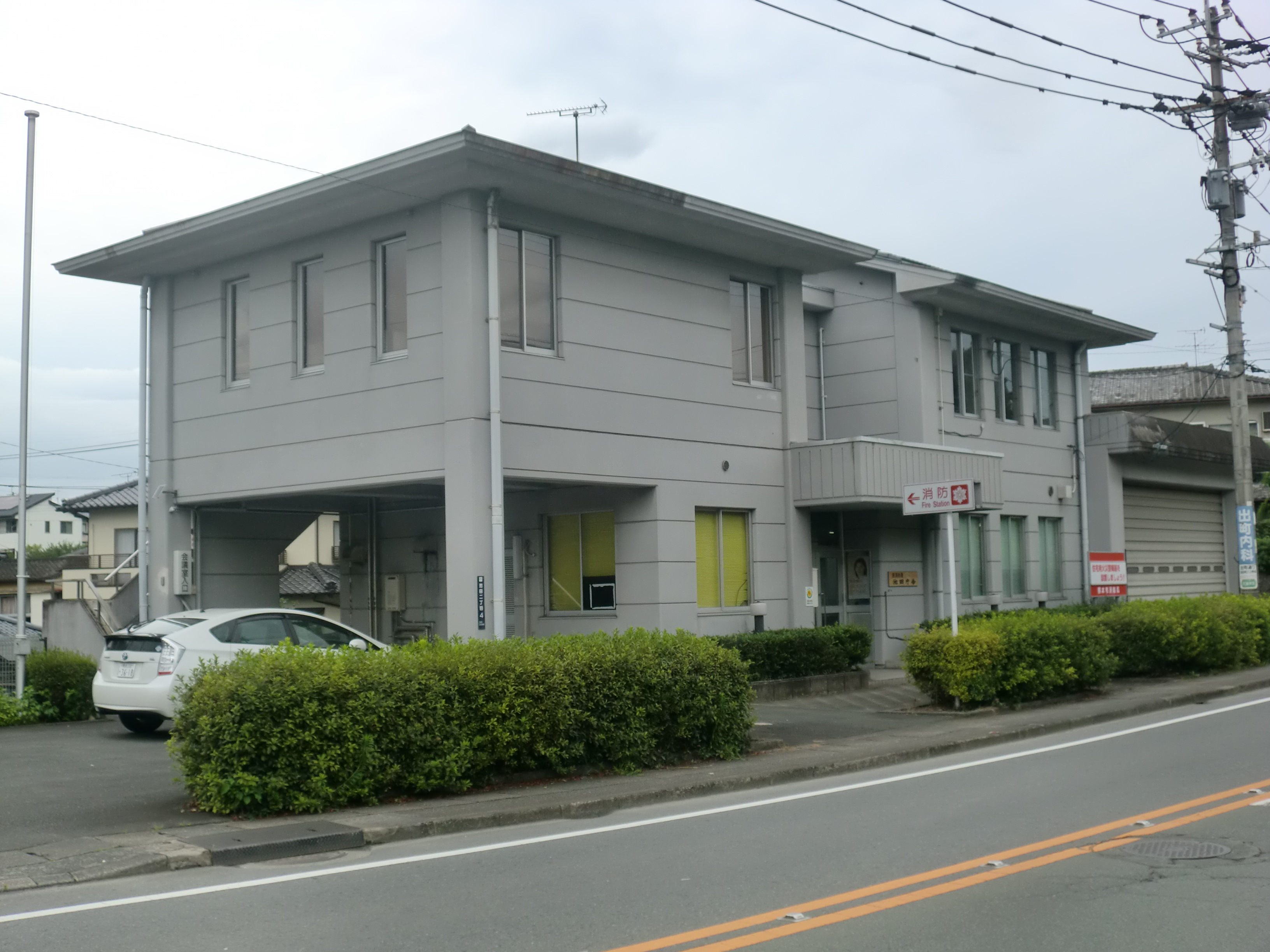
西消防署池田庁舎（2015年）
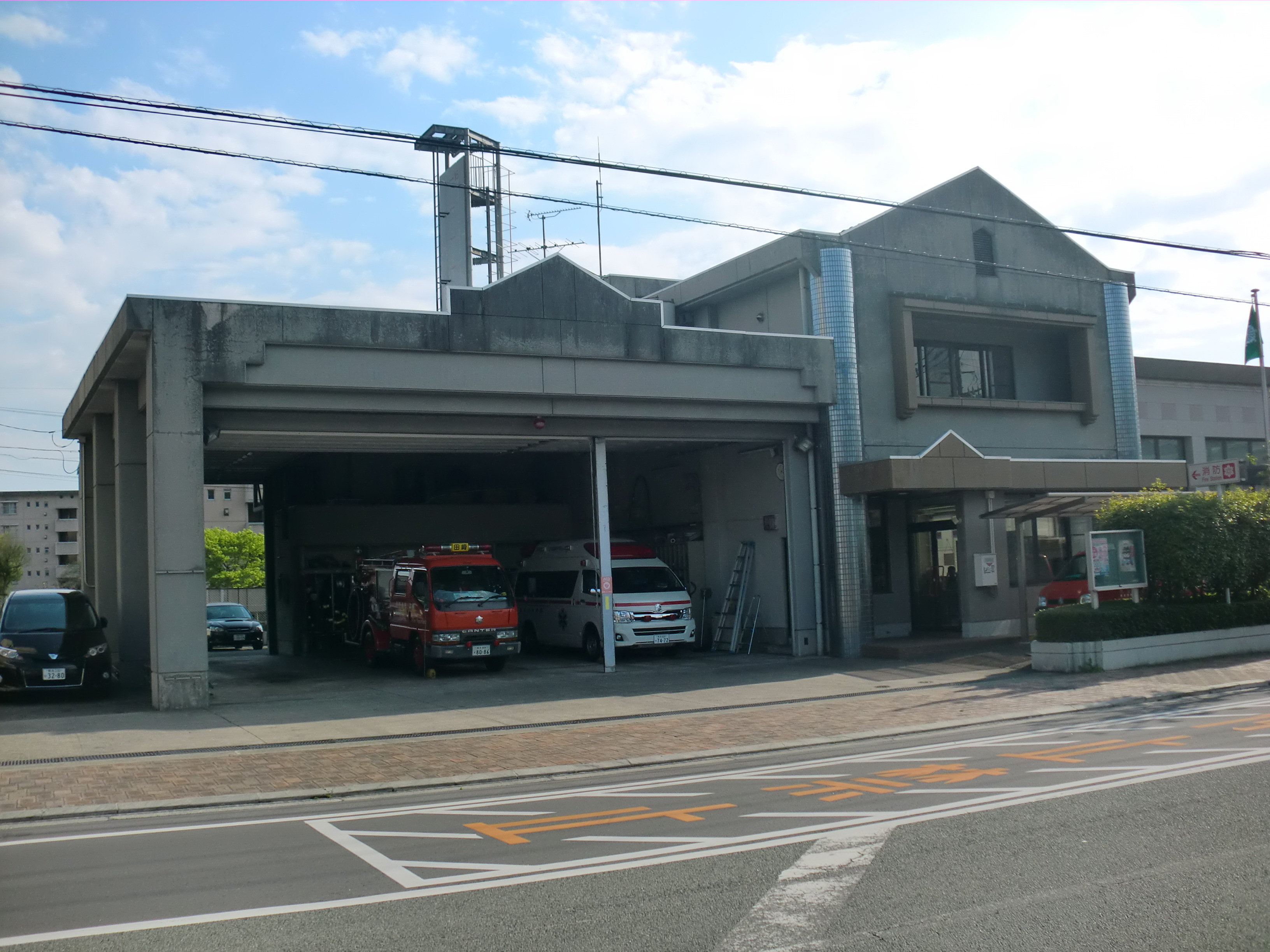
西消防署田崎出張所（2014年）
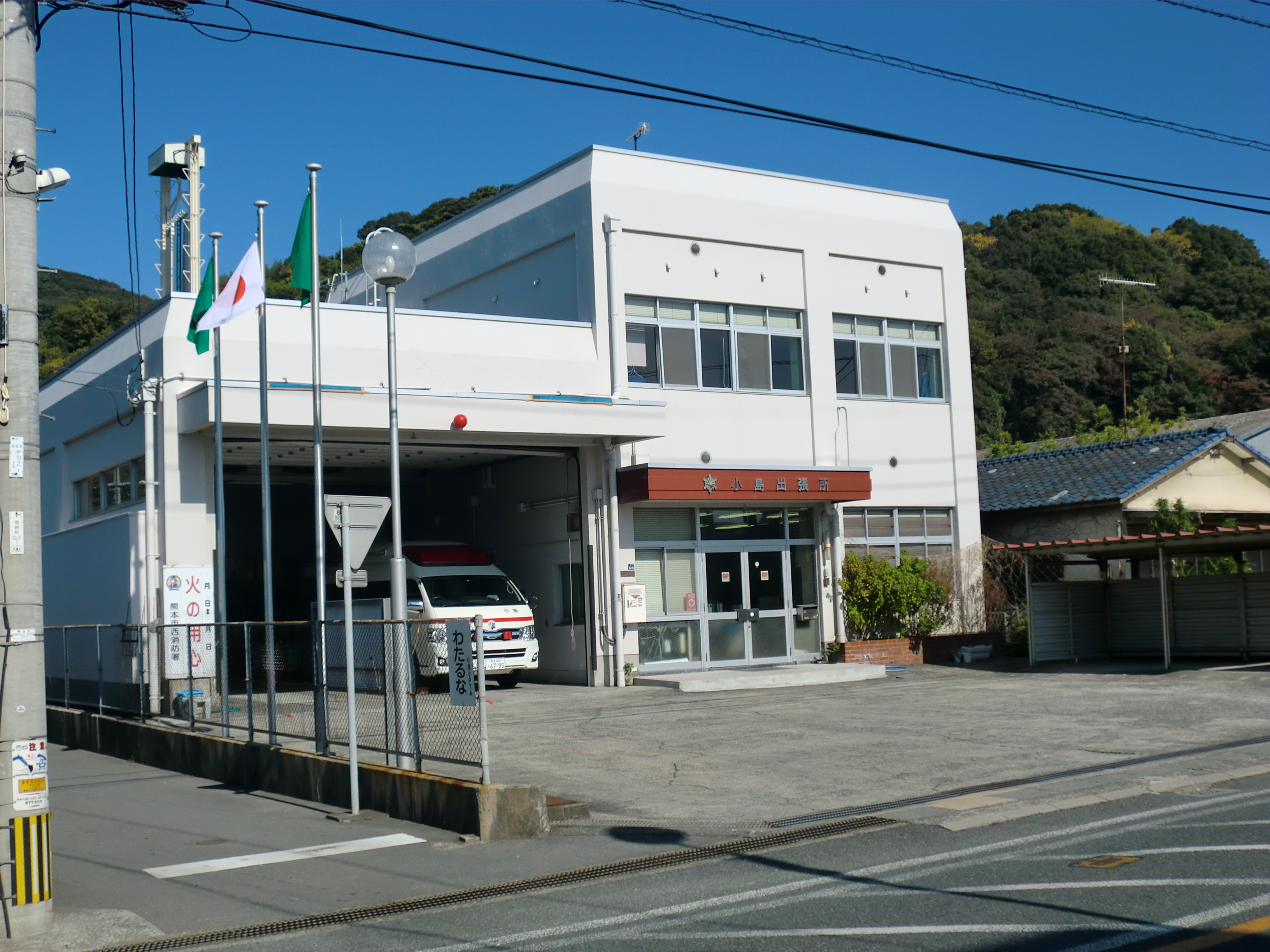
西消防署小島出張所（2013年）
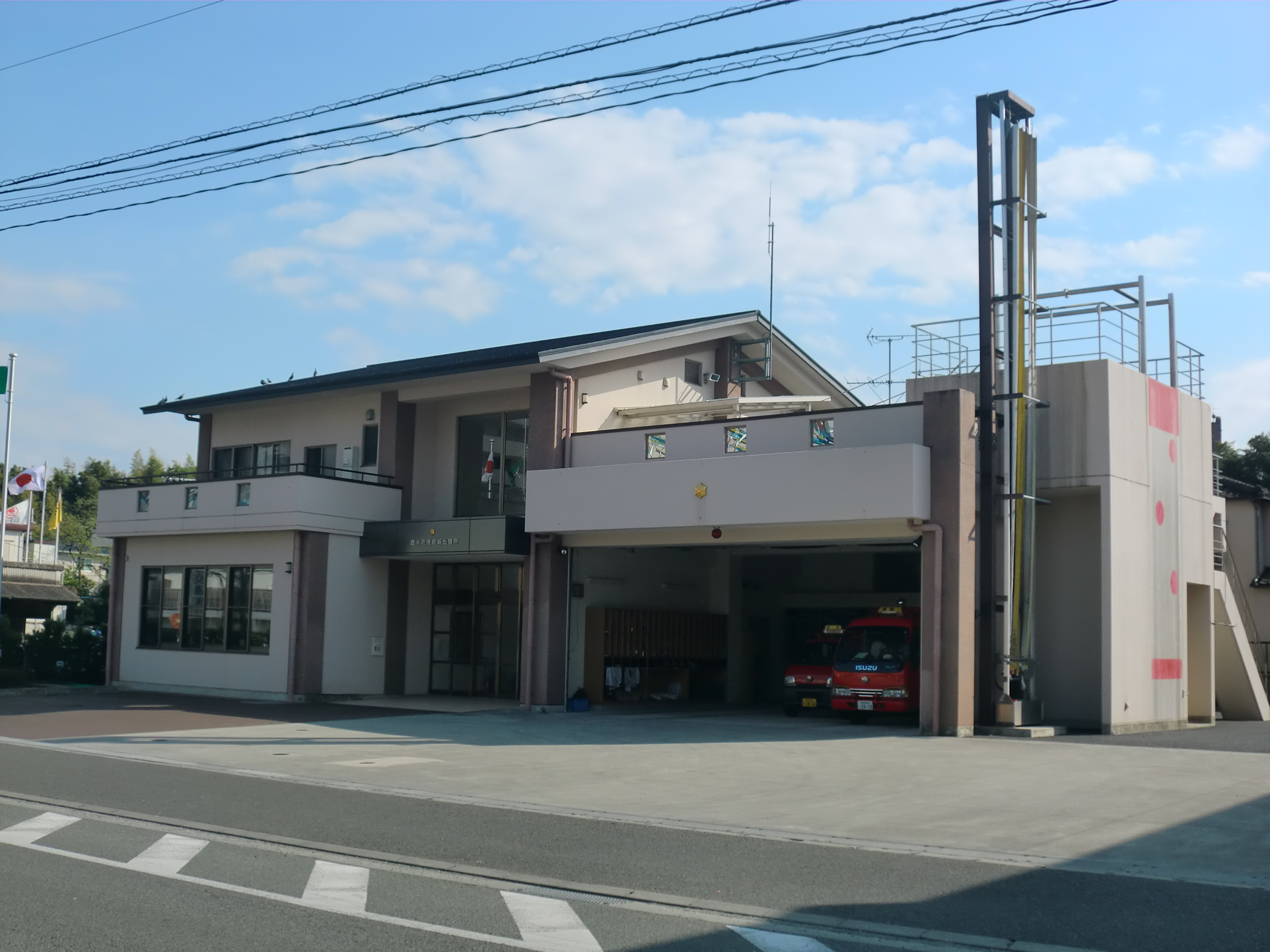
西消防署島崎出張所（2014年）
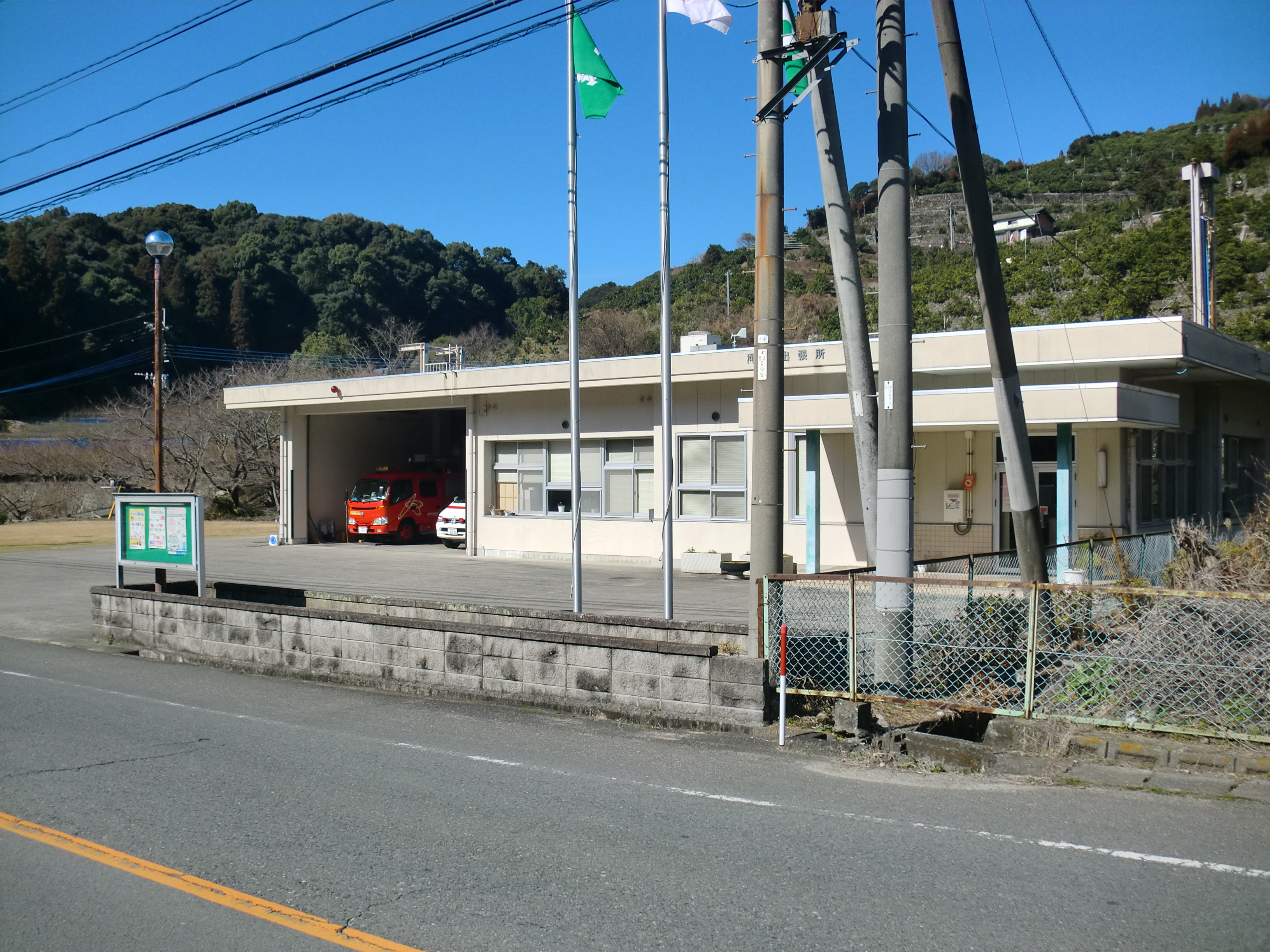
西消防署河内出張所（2014年）

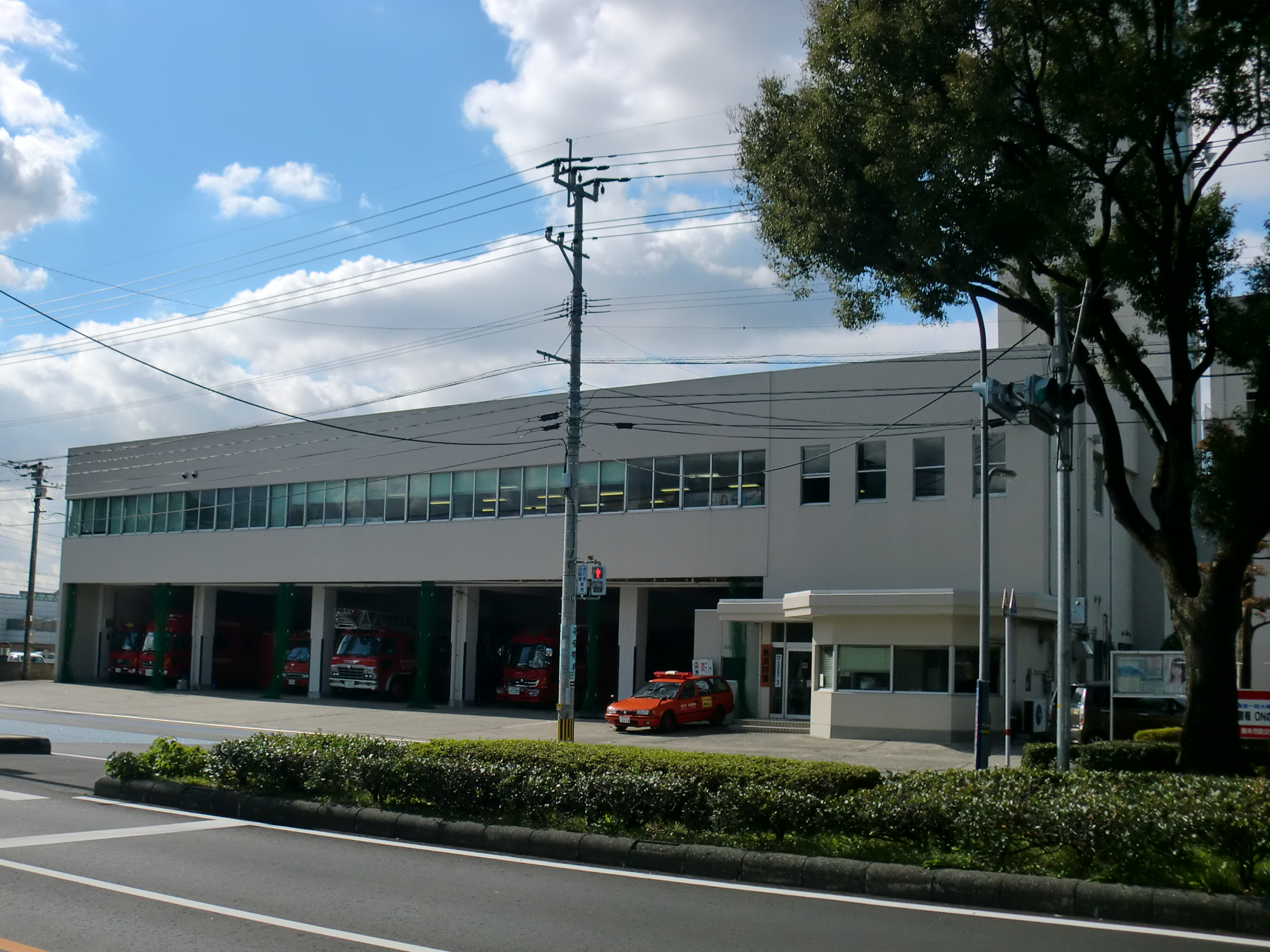
東消防署（2013年）
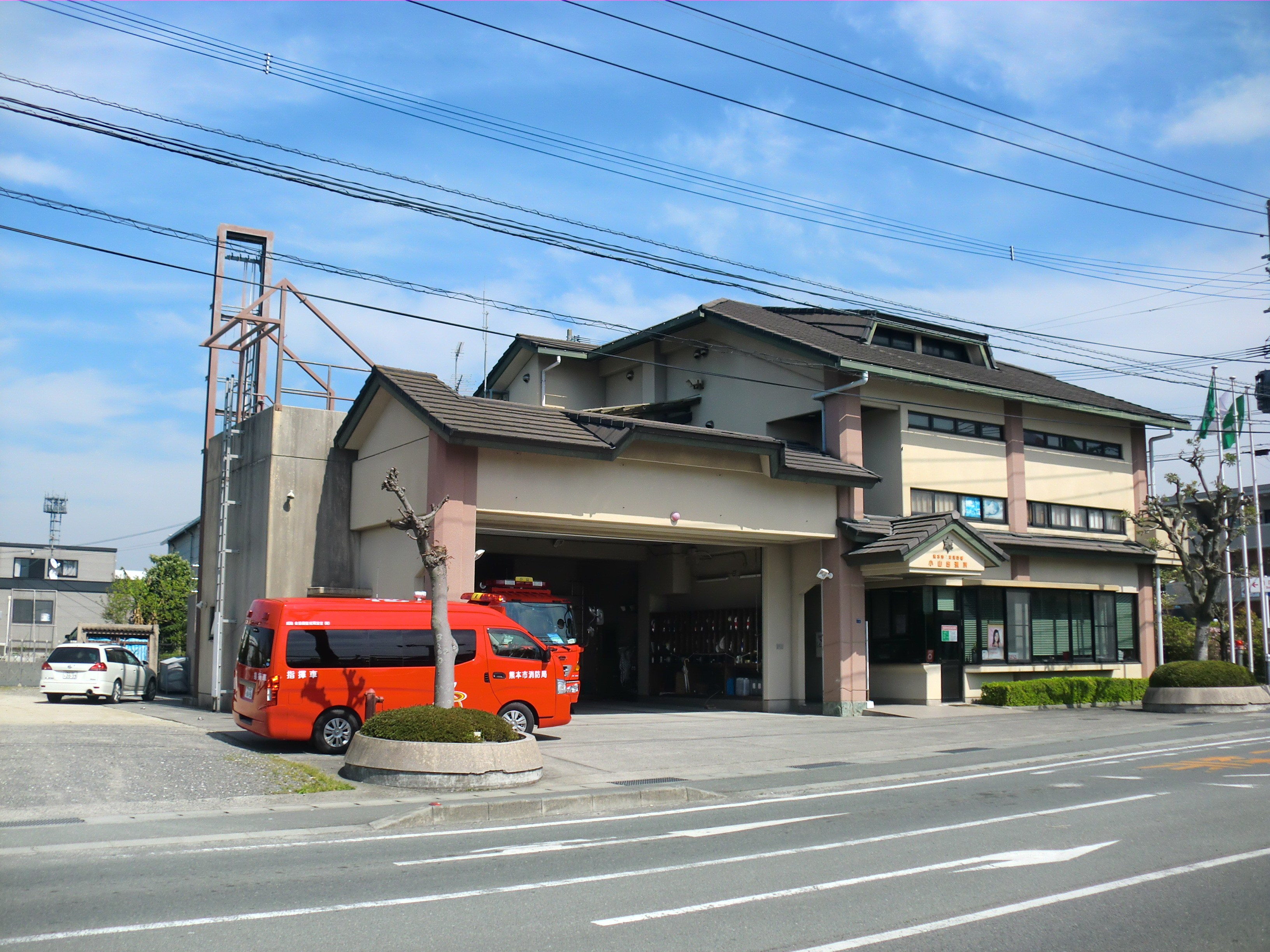
東消防署小山出張所（2014年）
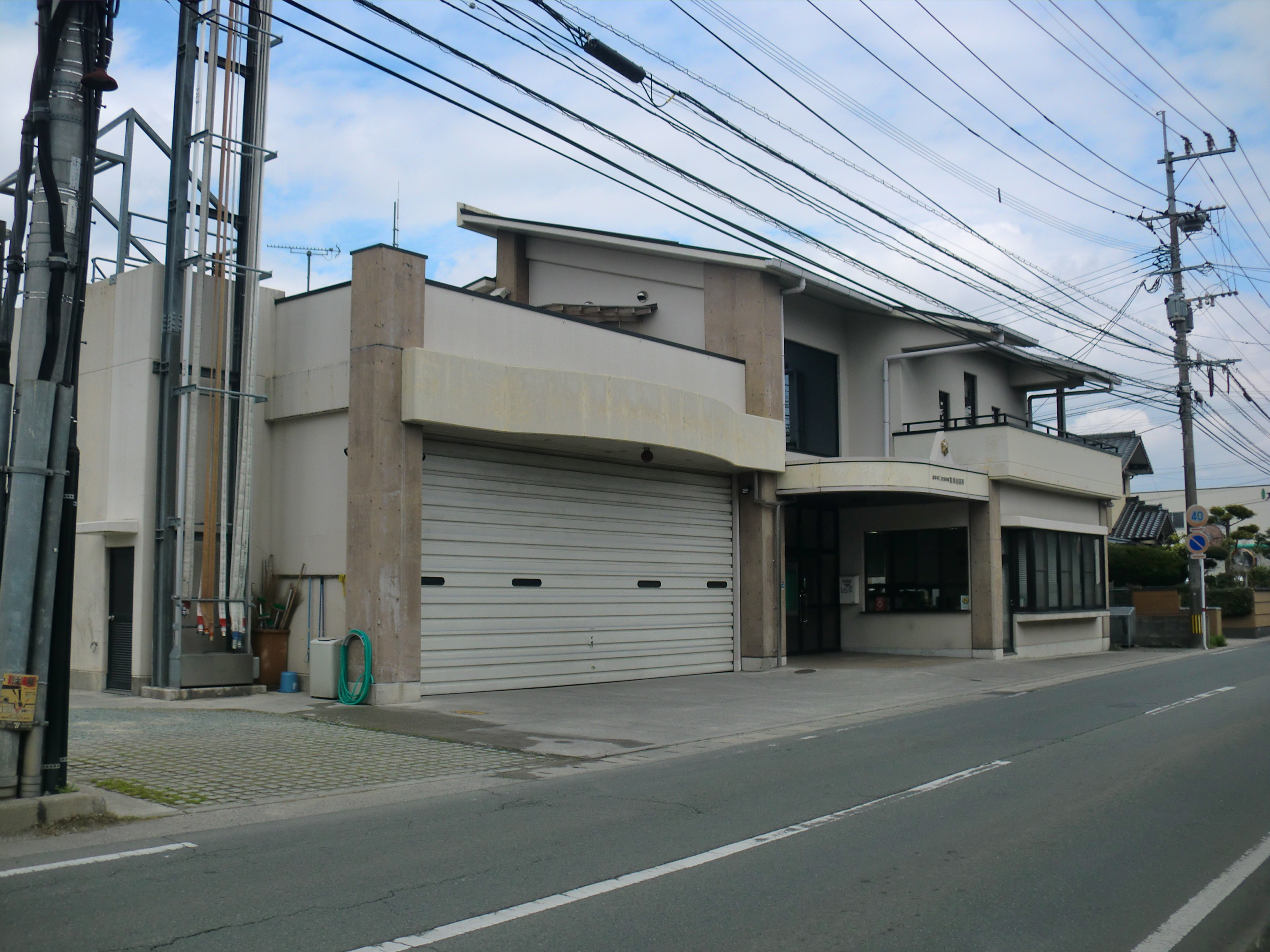
東消防署託麻出張所（2014年）

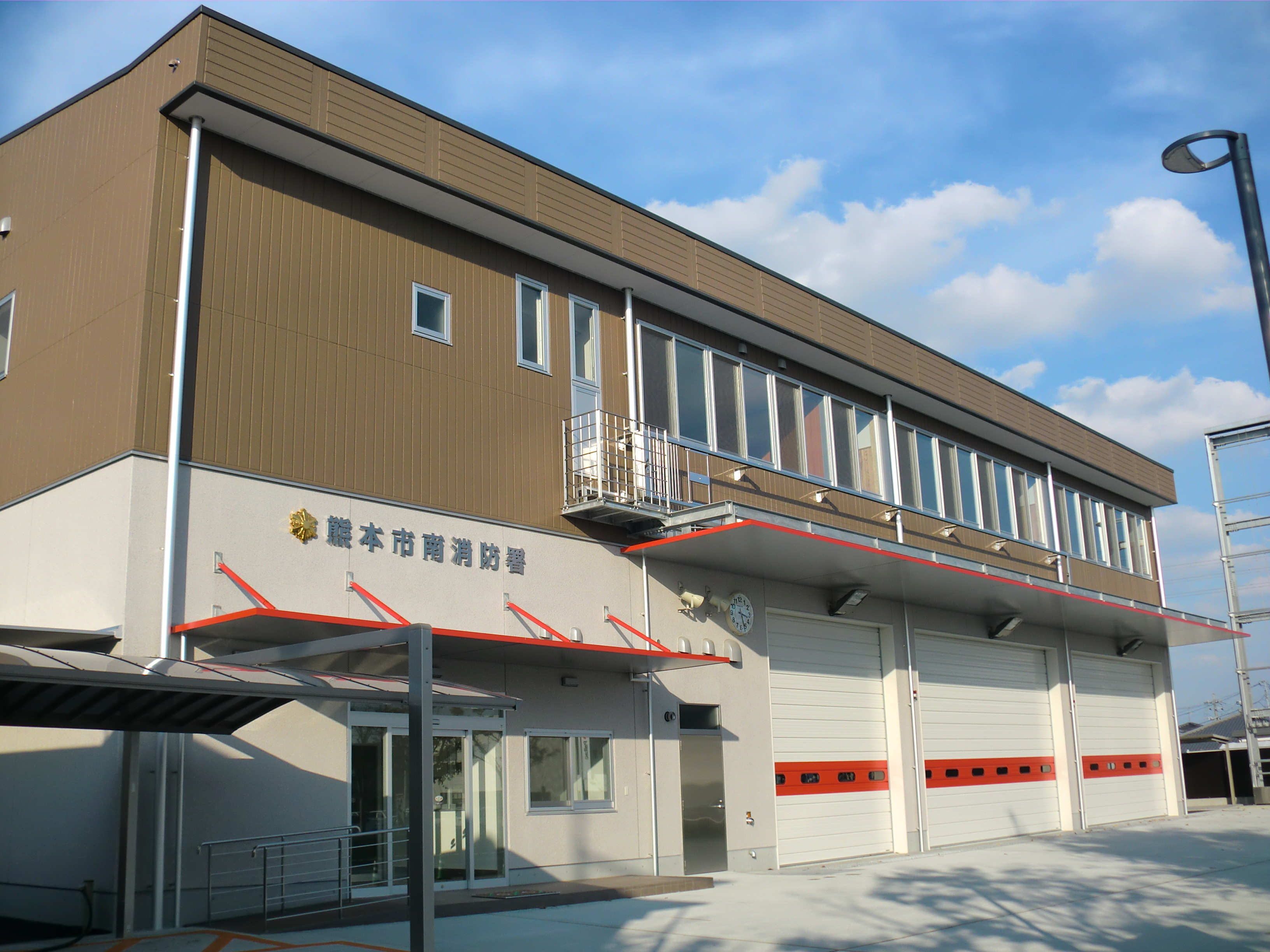
南消防署
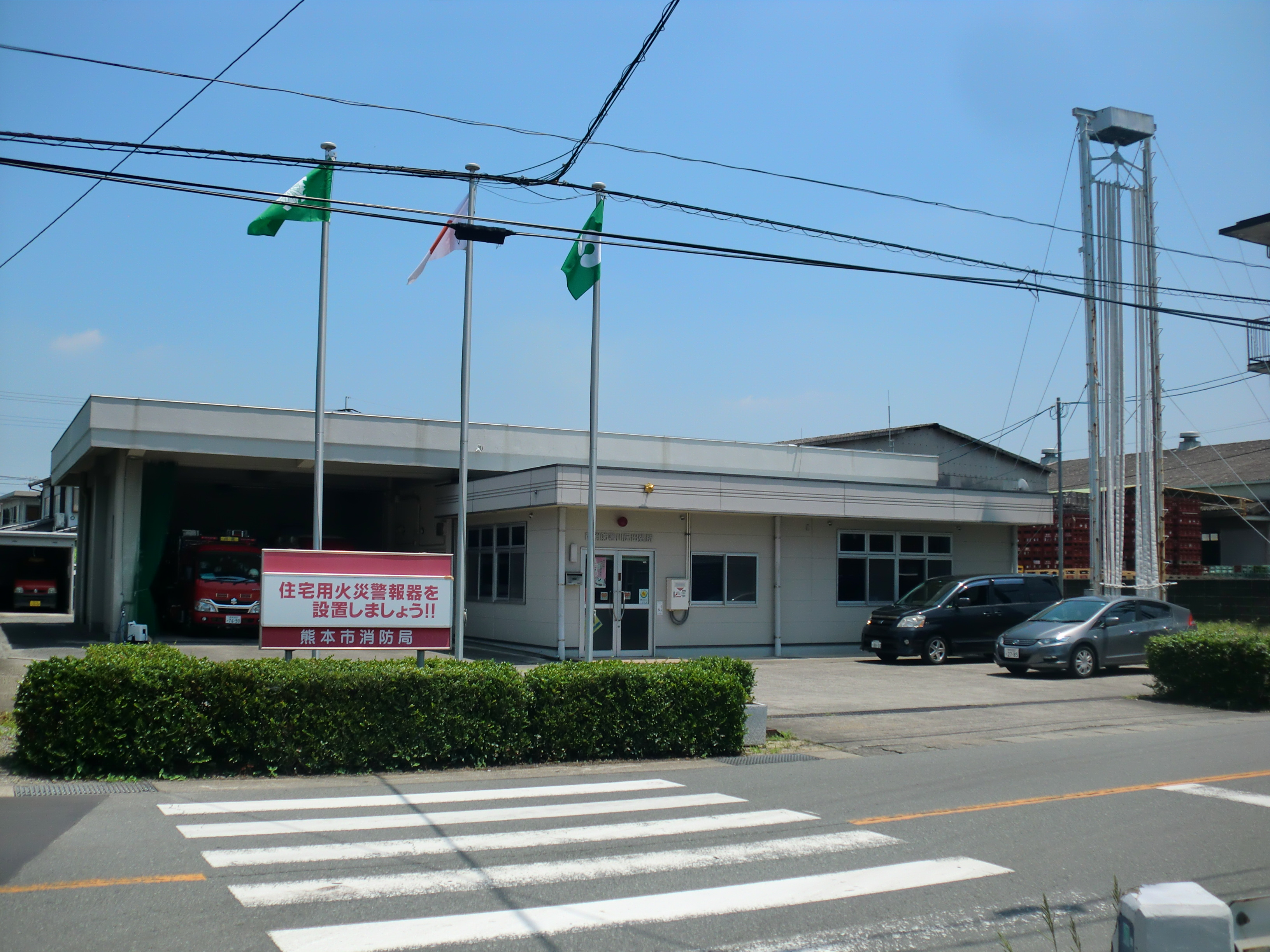
南消防署川尻出張所（2015年）
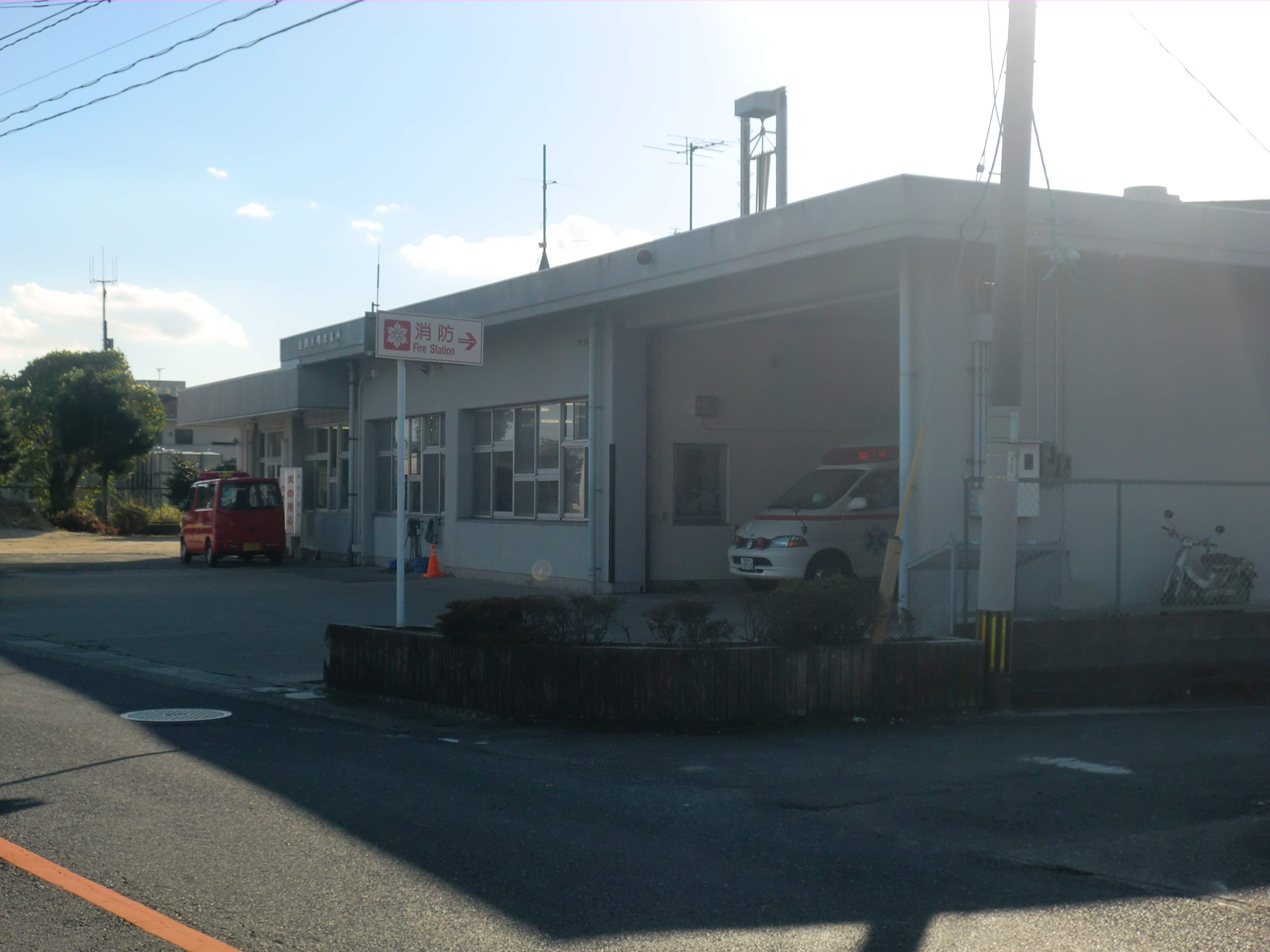
南消防署飽田天明出張所（2013年）
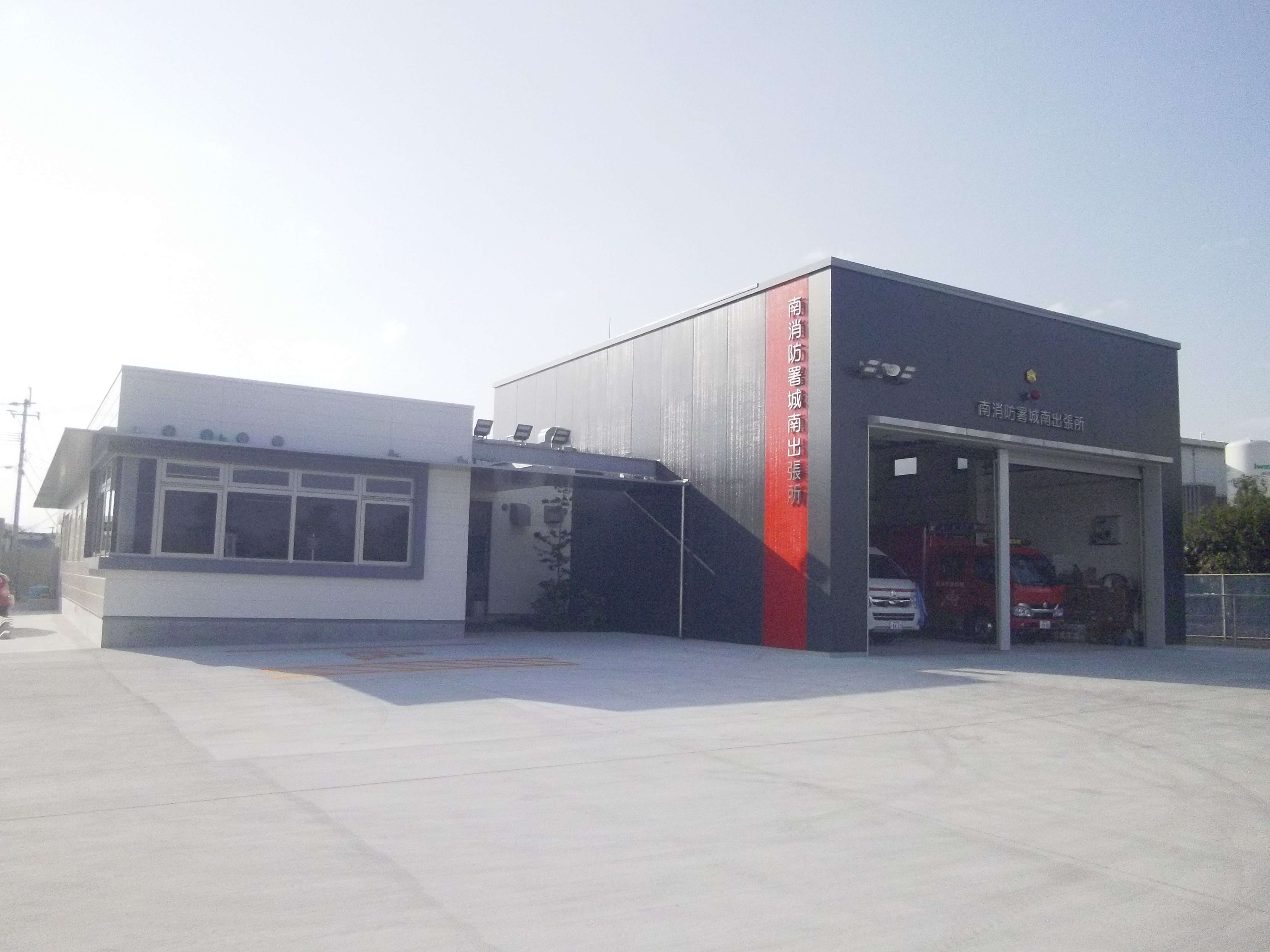
南消防署城南出張所（2016年）
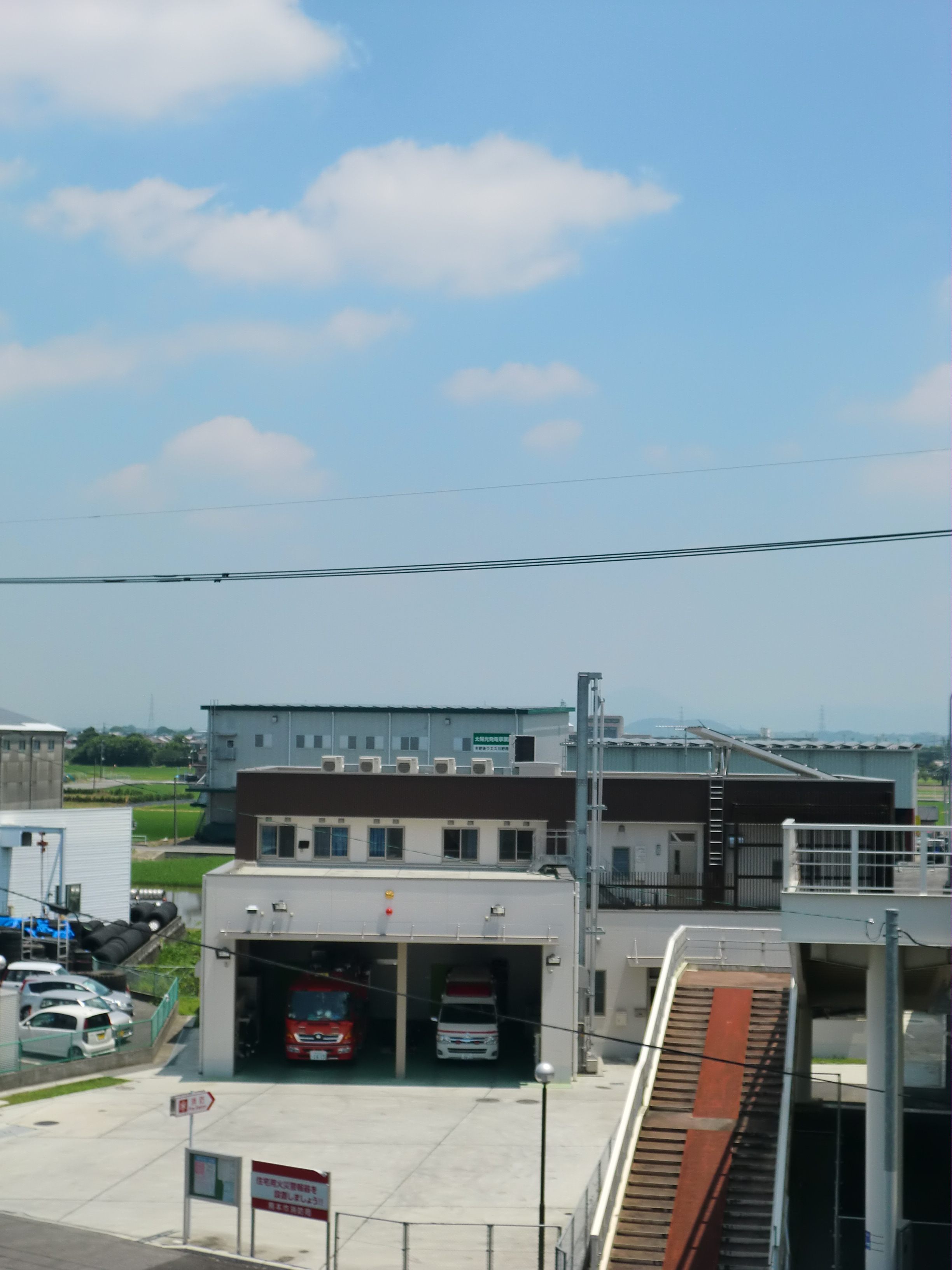
南消防署富合出張所（2015年）
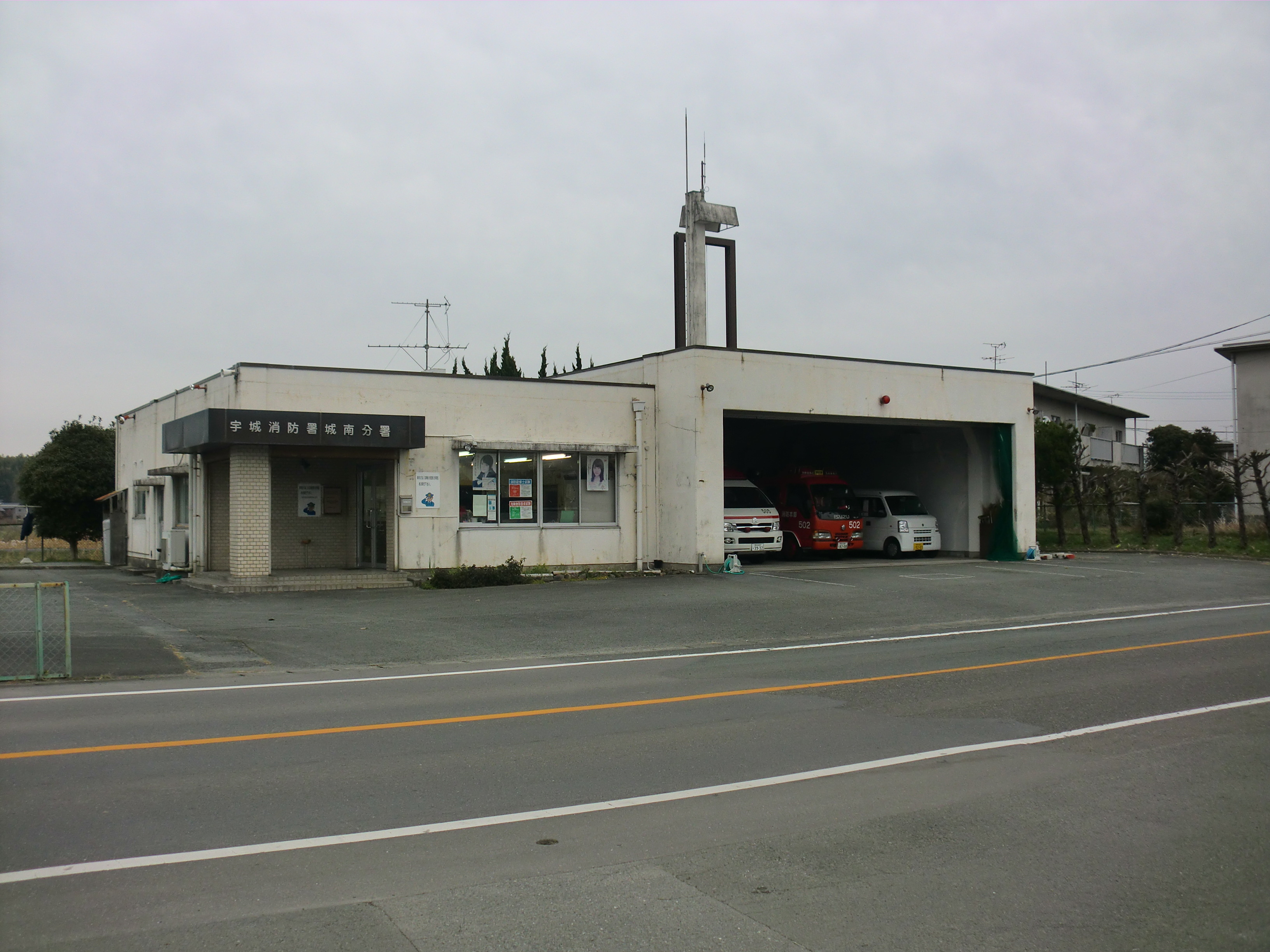
移転前の城南出張所（宇城広域連合時代、2013年）

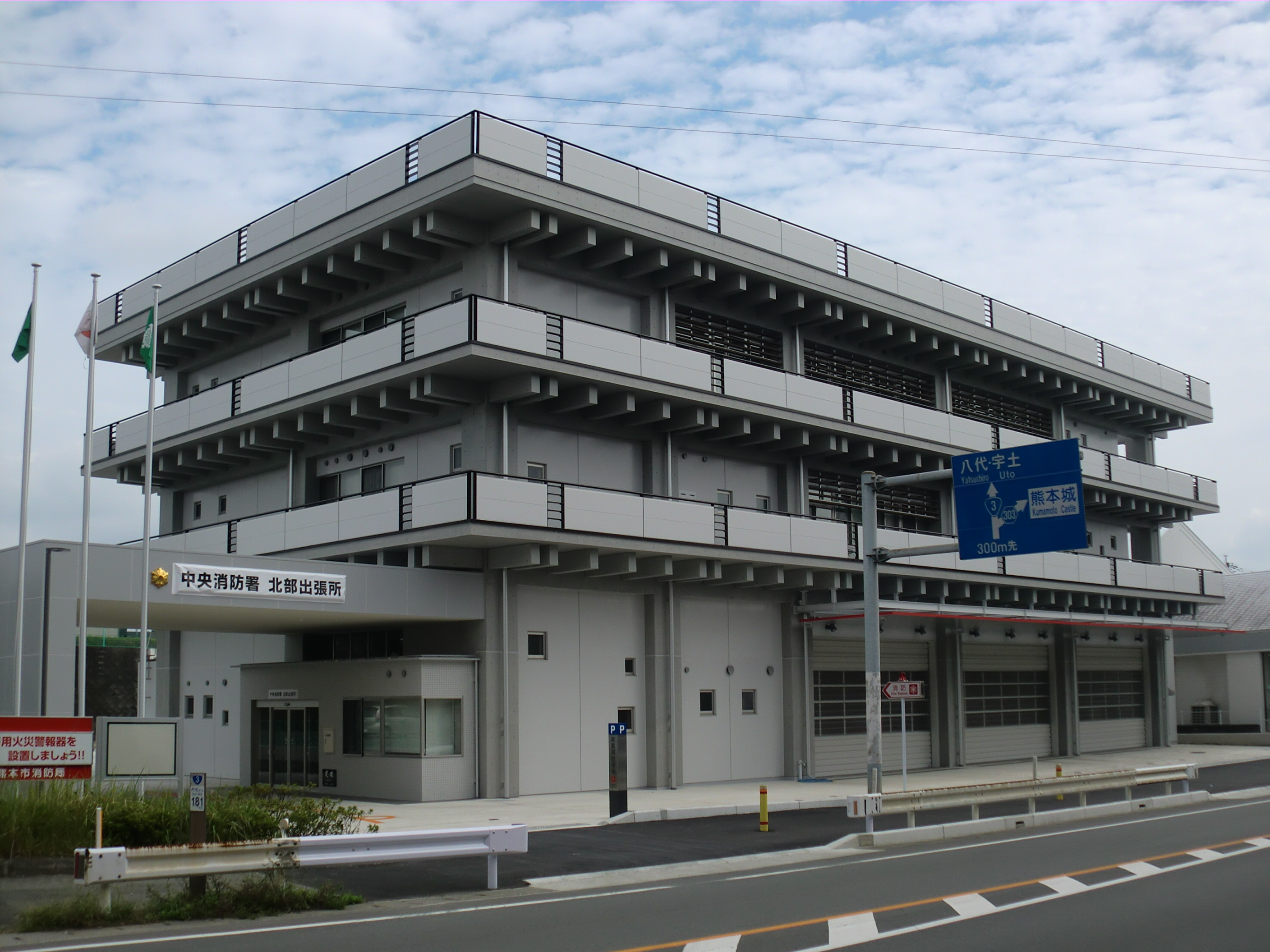
北消防署（2015年）
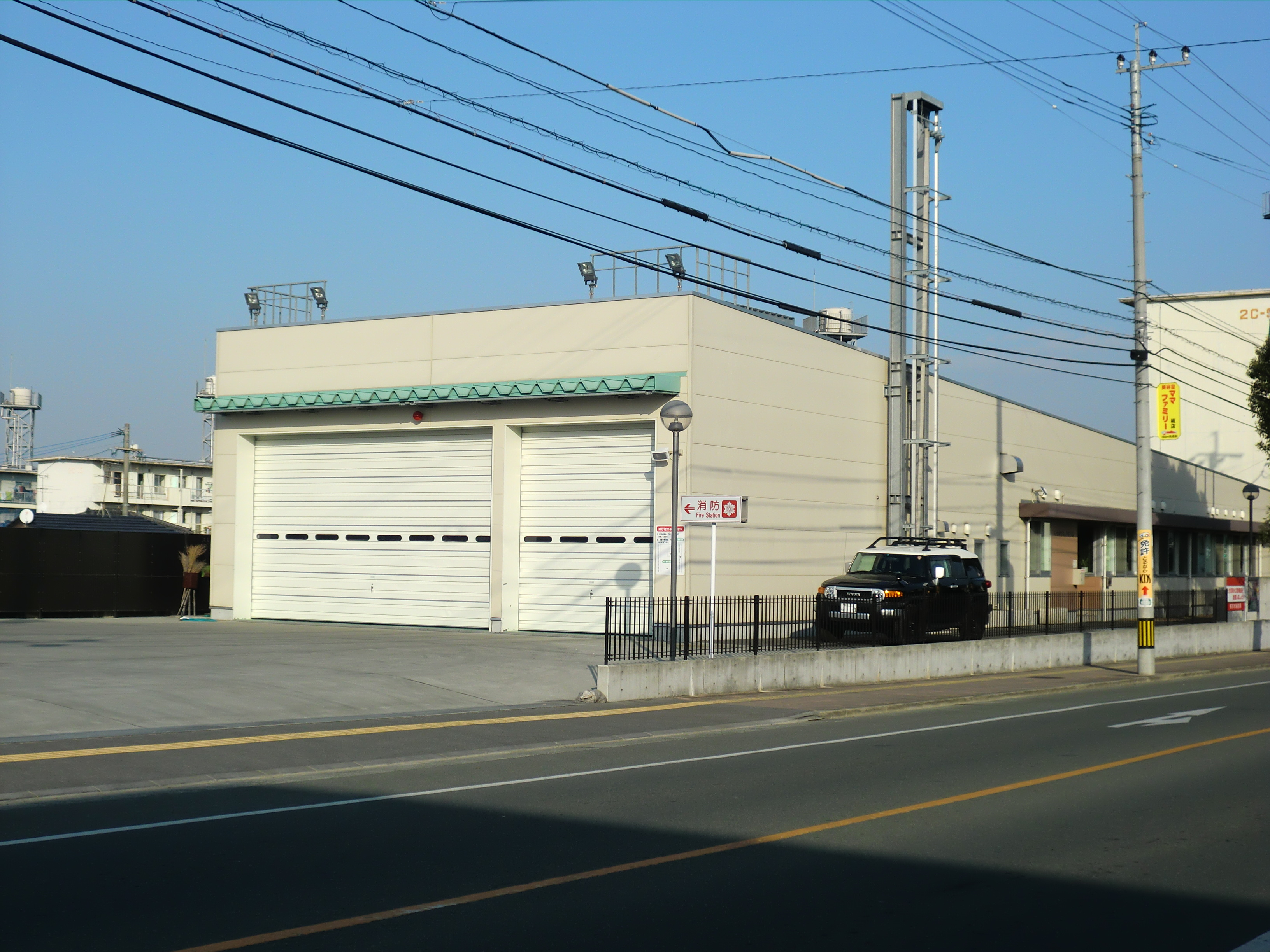
北消防署楠出張所（2014年）

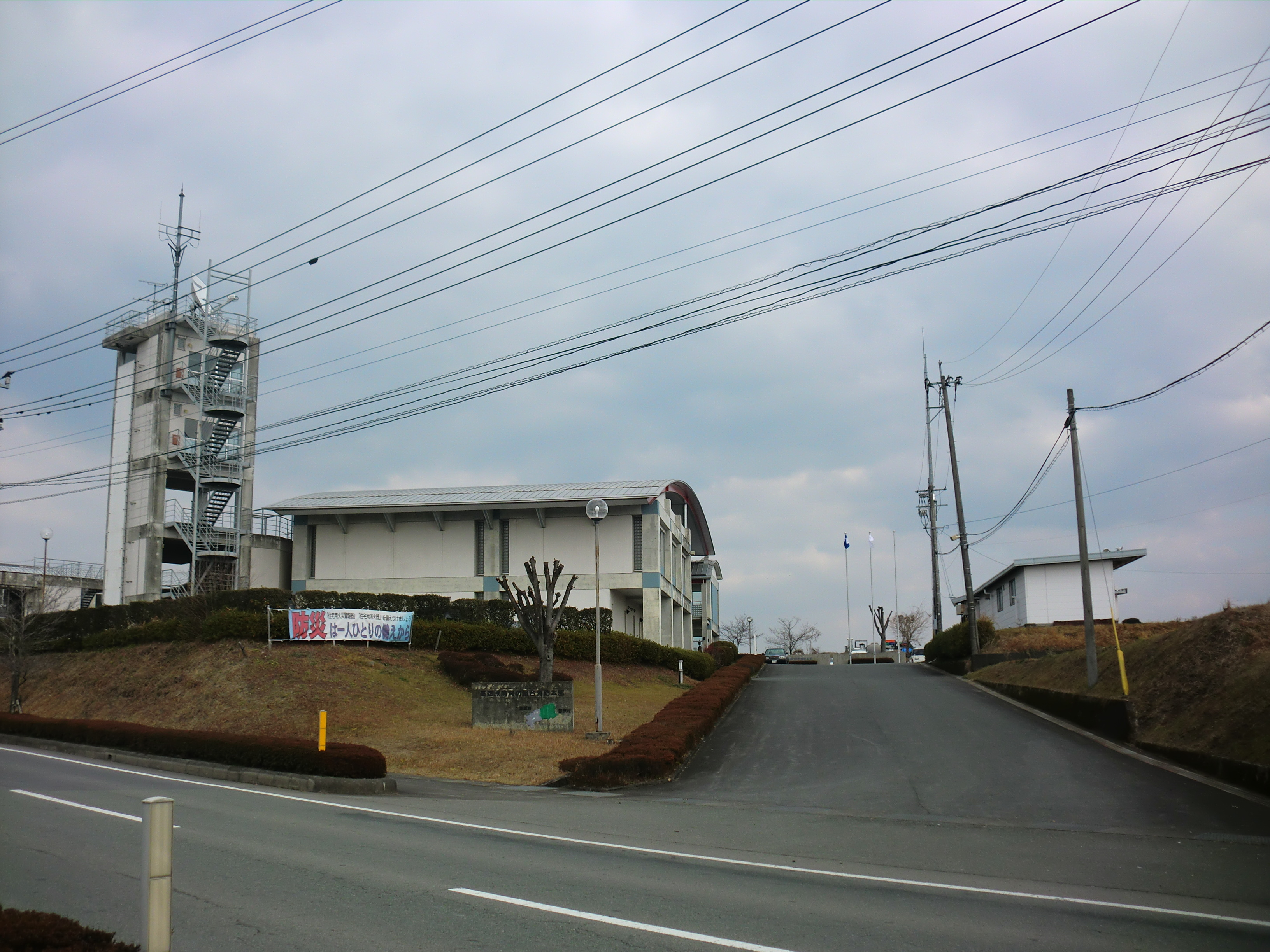
益城西原消防署（2014年）
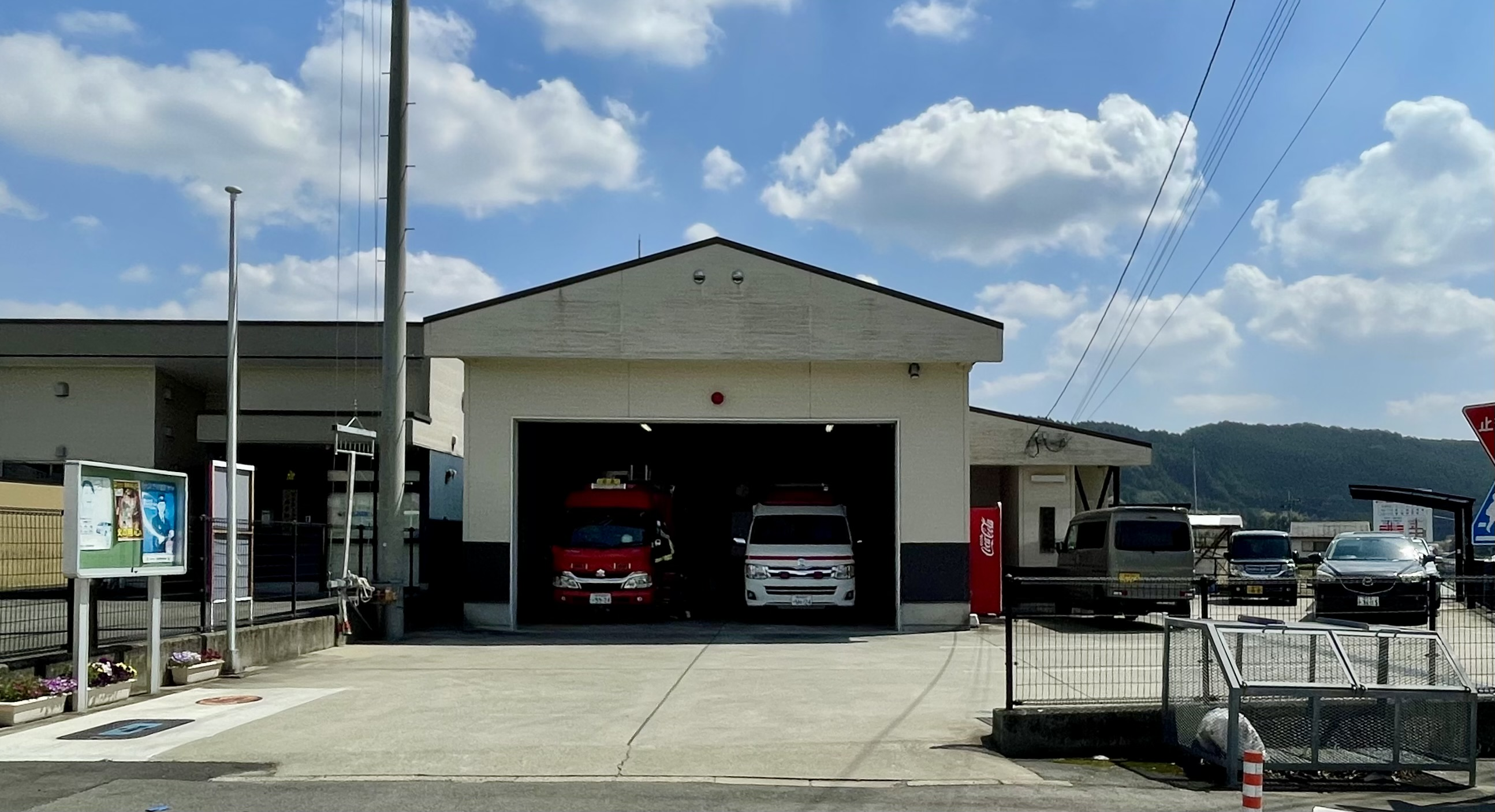
西原出張所(2025年)

## 消防自動車等の配備台数
- ポンプ車：15台
- タンク車：11台
- 梯子車：5台（中央署：40m、東署：35m先端屈折、西署：45m、南・北署：15m）
- 救助工作車：6台
- 特別高度工作車：1台（総務省消防庁（以下、FDMA）無償貸与）
- 特殊災害対応車：1台（FDMA無償貸与）
- 大型除染システム搭載車：1台（FDMA無償貸与）
- 化学車：1台
- 水槽車：1台
- 支援車：1台（FDMA無償貸与）
- 災害対応多目的車：1台
- 緊急資機材搬送車：3台（内、北署配備分の1台はFDMA無償貸与）
- 火災調査車：1台
- 司令車：7台
- 指揮車：5台（内、中央署配備分の1台はFDMA無償貸与）
- 軽消防車：19台
- 高規格救急車：30台
- 広報査察車：12台
- 起震車：1台
- 連絡車：15台
- 燃料補給車：1台（FDMA無償貸与）
- 後方支援車：1台

※2020年4月1日現在

### 車両ギャラリー

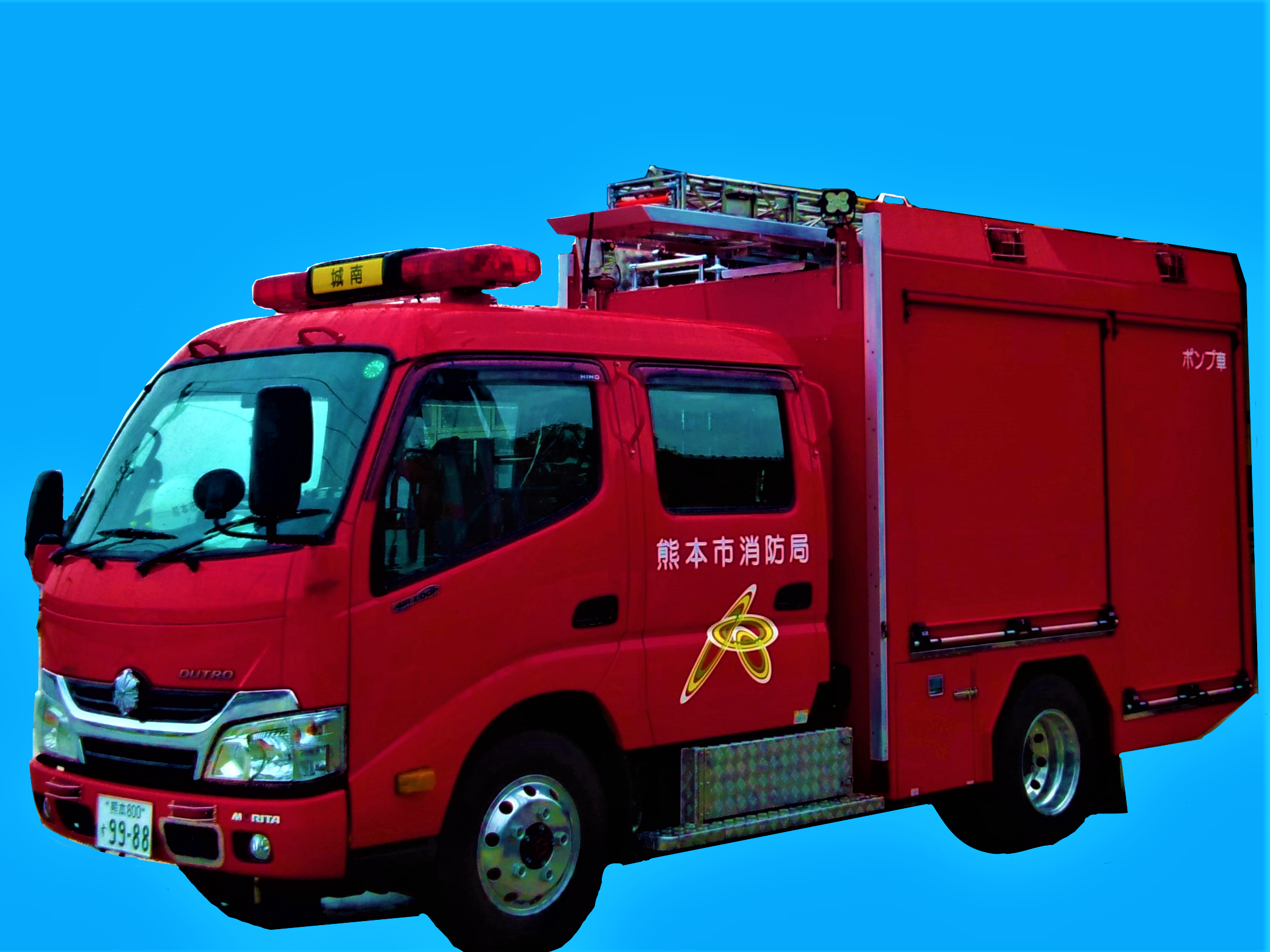
城南出張所のポンプ車（CD-Ⅰ型）
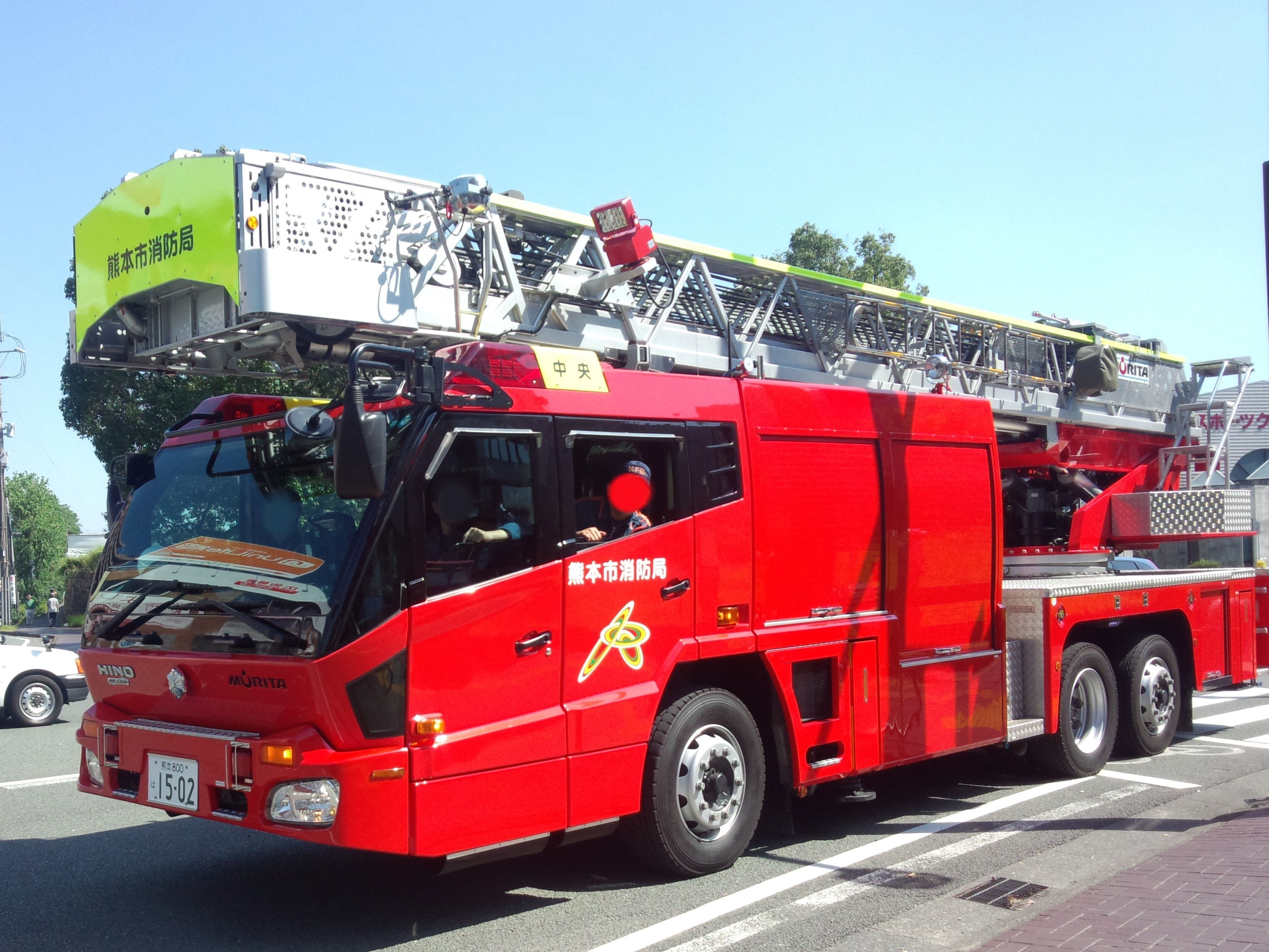
中央消防署の梯子車
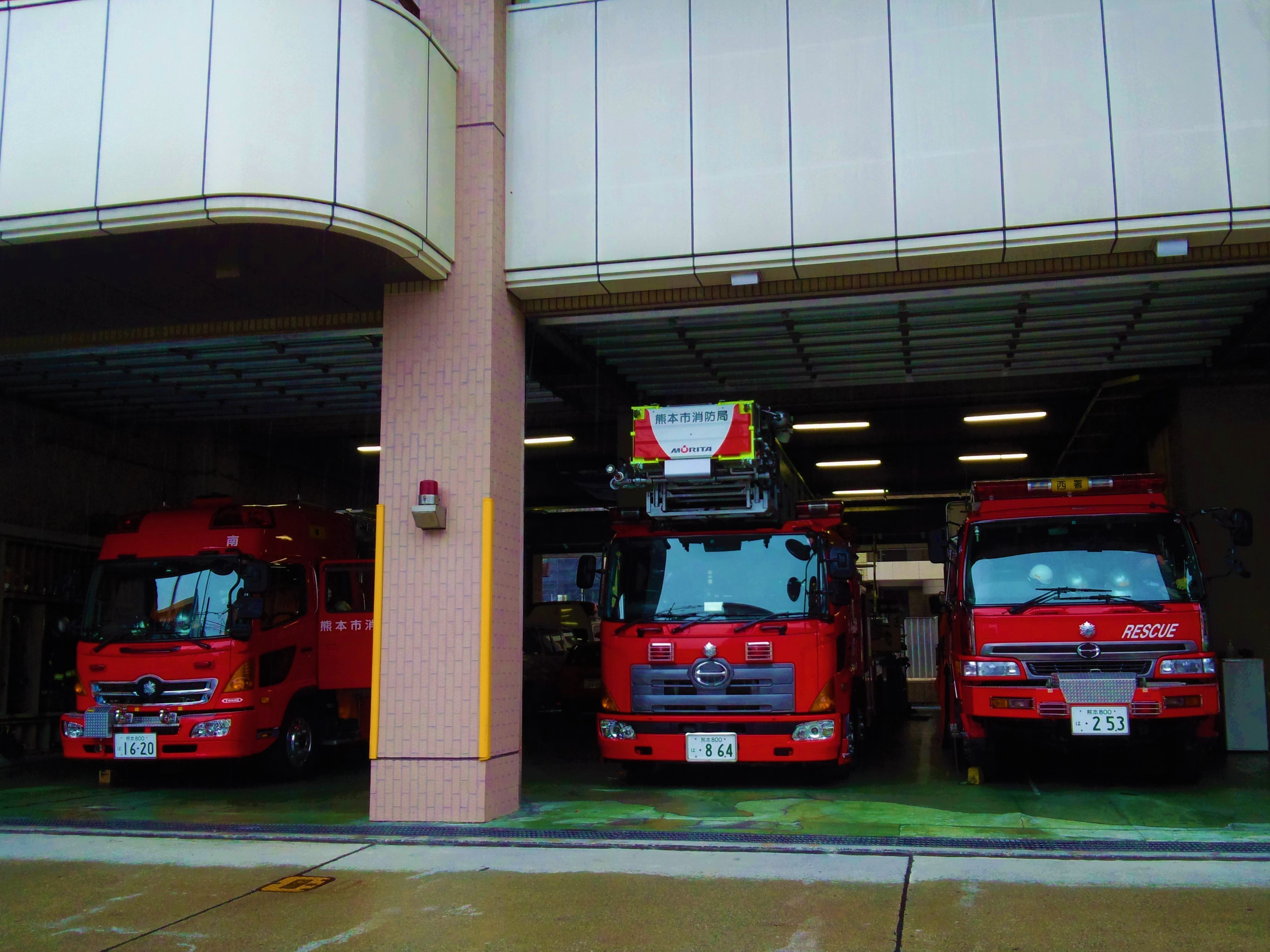
かつての西消防署の梯子車（中）と救助工作車Ⅲ型（右）（何れも更新済） 左は南消防署の救助工作車Ⅲ型
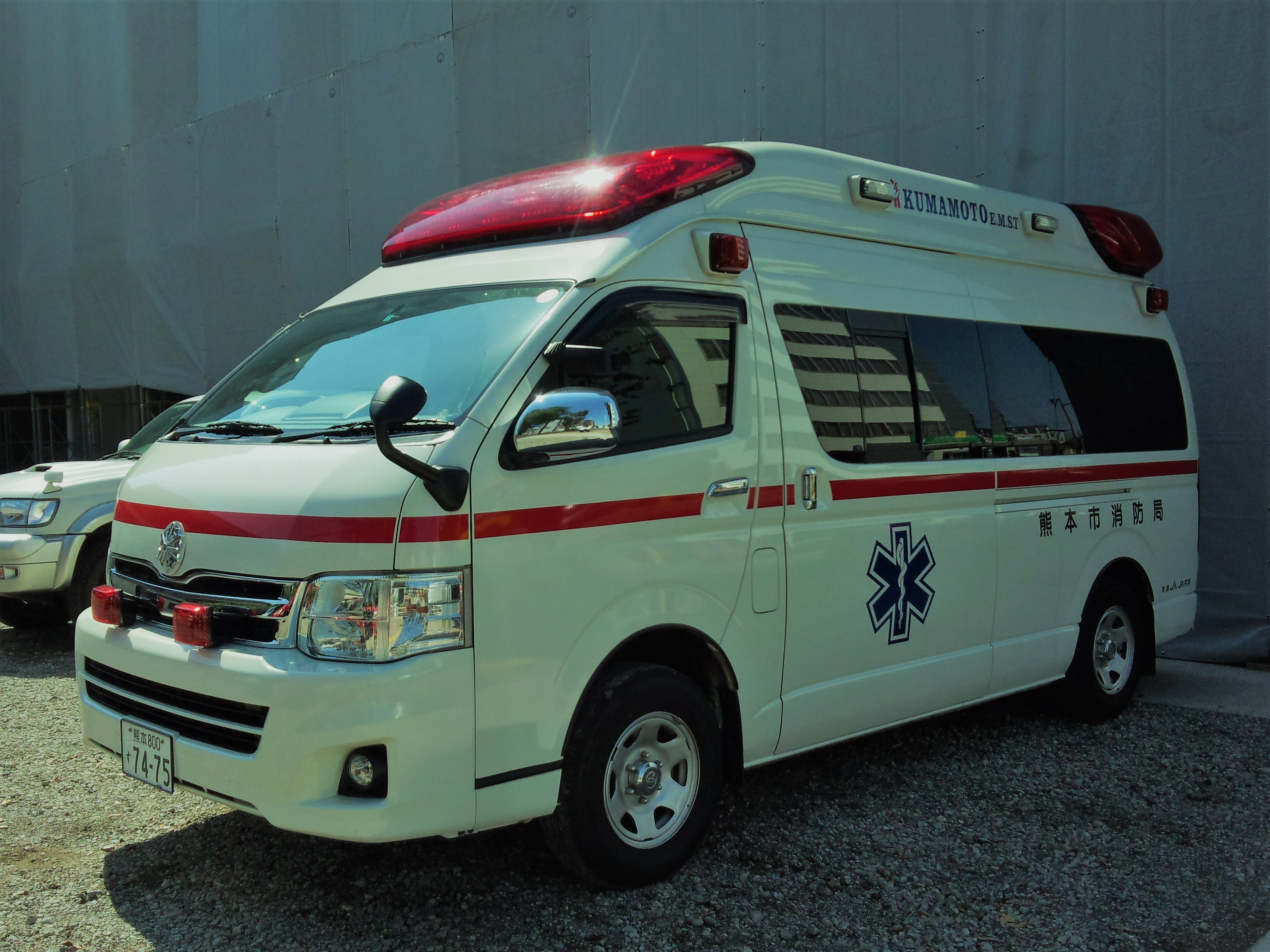
東消防署の高規格救急車（撮影当時は中央消防署予備車・更新済）
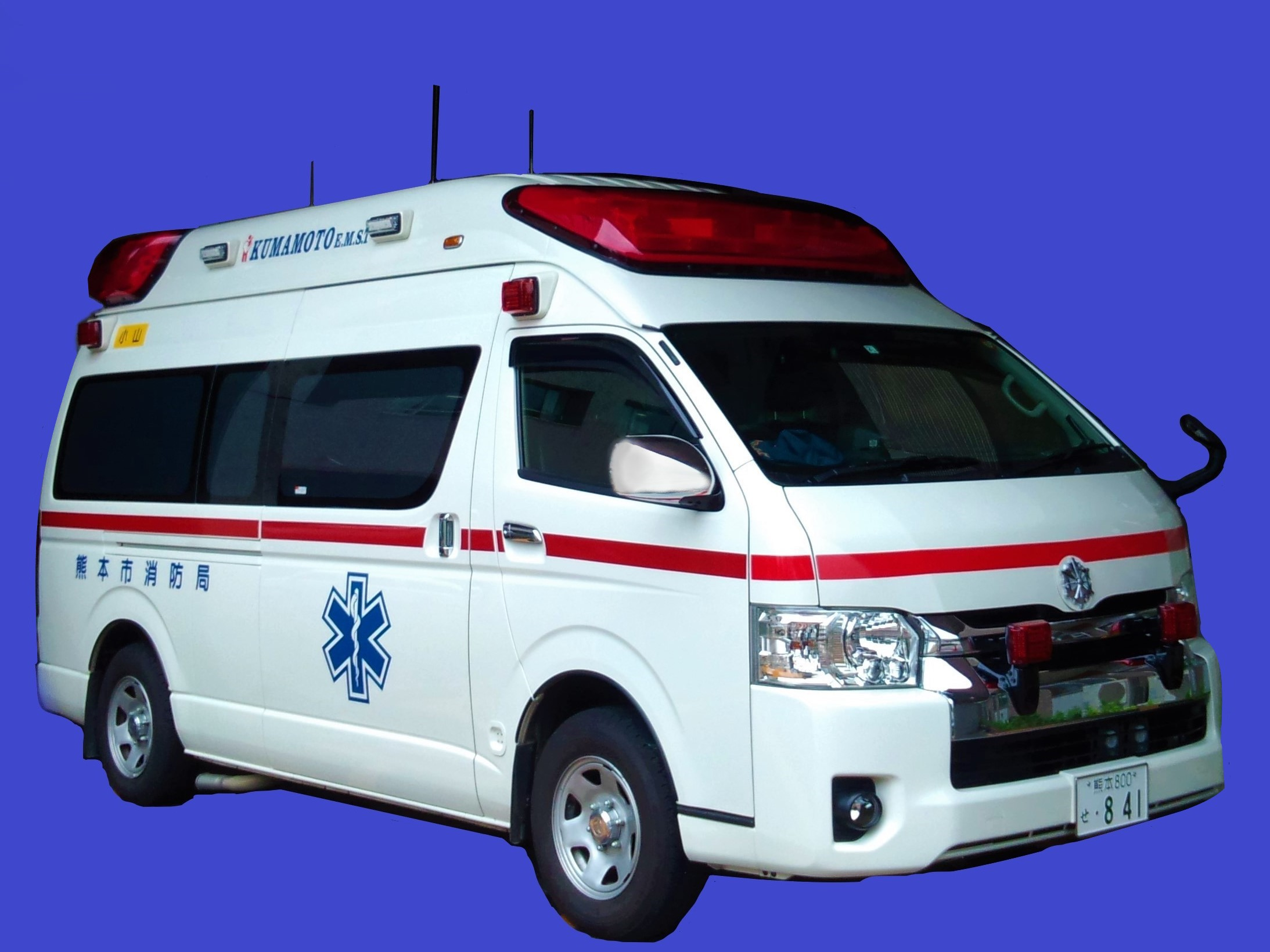
小山出張所の高規格救急車
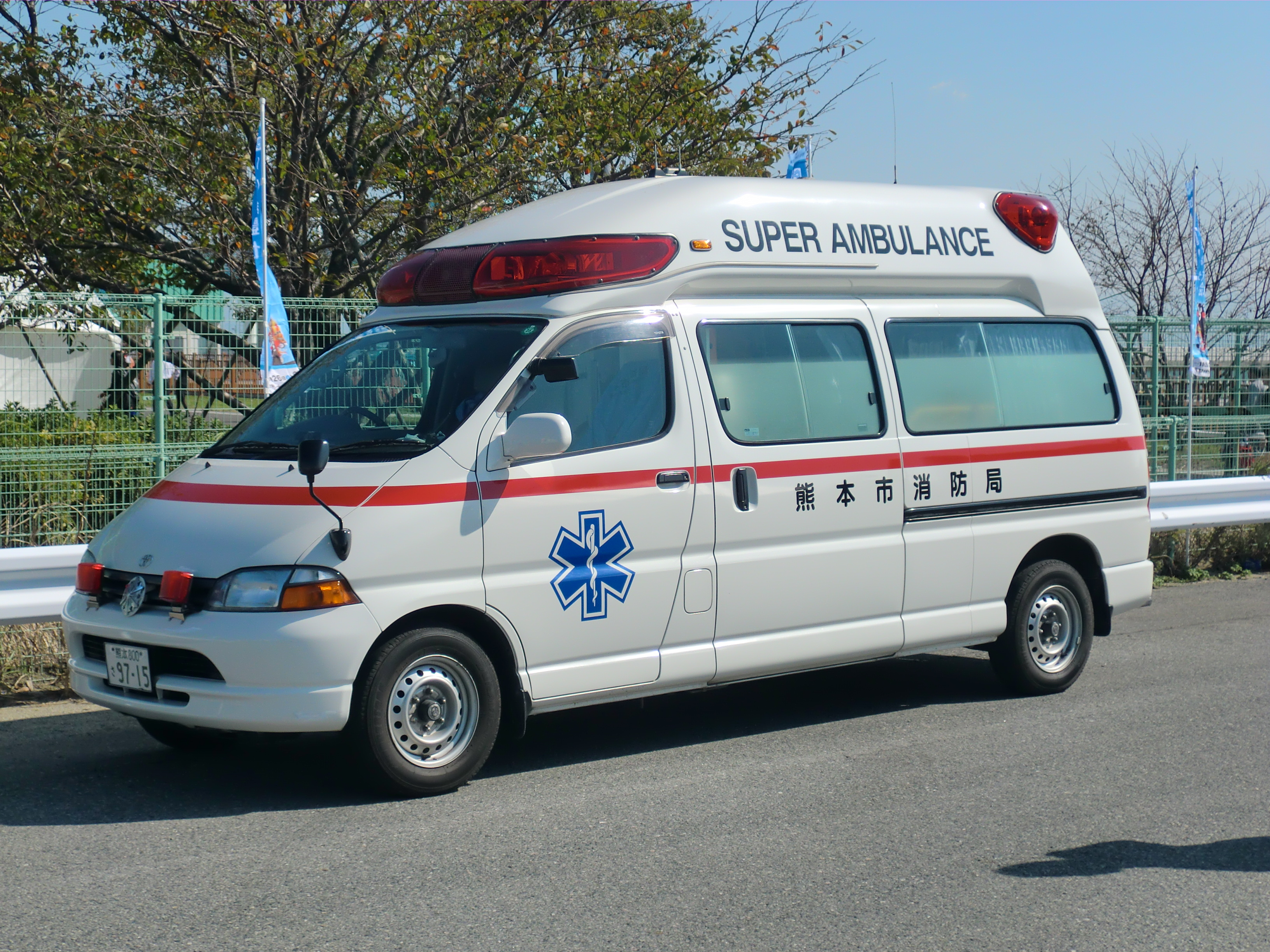
かつての小山出張所の高規格救急車（先代・更新済）
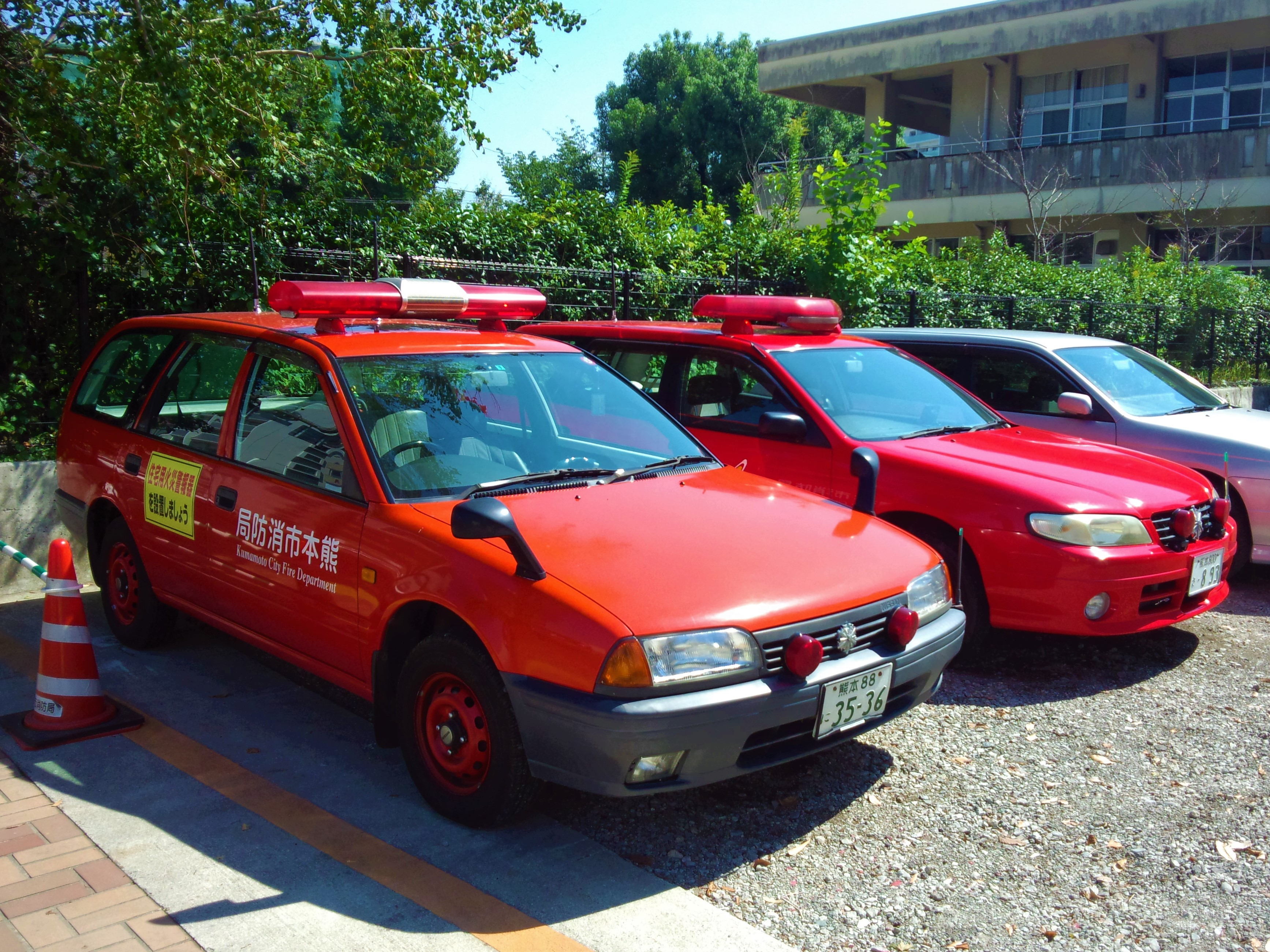
連絡車（2台とも）

## 過去の主な災害記録
熊本市内における主な災害は以下のとおり。
- 1949年1月18日 - 花畑町 住宅火災　20戸焼失、原因：七輪の火の不始末
- 1953年6月26日 - 6.26大水害　死者206人、不明125人、負傷者237人、被害戸数55,664戸、堤防決壊・崖崩れ135ヶ所
- 1953年7月25日 - 花畑町 映画館「朝日館」火災　1,600㎡焼失、原因：漏電
- 1957年7月26日 - 7.26水害　死者83人、不明29人、負傷者140人、被害戸数16,190戸、堤防決壊・崖崩れ30ヶ所
- 1958年3月4日 - 河原町 国際市場火災　9,272㎡焼失、原因：不明
- 1958年12月5日 - 内坪井町 城東小学校火災　4,485㎡焼失、原因：放火
- 1965年12月21日 - 下通 キャバレー「たそがれ」火災　死者14人、1,569㎡焼失、原因：短絡
- 1963年1月10日 - 本山町 向山小学校火災　2,769㎡焼失、原因：不審火
- 1963年2月19日 - 行幸町 熊本県庁火災　1,188㎡焼失、原因：放火
- 1965年3月12日 - 桜町 西島旅館火災　死者2人、2,988㎡焼失、原因：ボイラー用煙突
- 1971年7月6日 - 東阿弥陀寺町 松の井旅館火災　2,692㎡焼失、原因：放火
- 1973年11月29日 - 下通1丁目 大洋デパート火災　死者103人、13,637㎡焼失、原因：不審火
- 1975年6月25日 - 6.25水害　住宅全半壊12棟、床上床下浸水3,441棟
- 1976年12月20日 - 大江2丁目 熊本商大大火災　2,671㎡焼失、原因：たばこ
- 1980年8月30日 - 8.30水害　住家半壊2棟、床上床下浸水5,398棟、堤防決壊・崖崩れ10ヶ所
- 1980年10月28日 - 九州自動車道 玉突き追突事故　負傷者35人、トラック・乗用車等20台
- 1982年7月24日 - 7.24水害　死者4人、住家全半壊12棟、床上床下浸水4,506棟
- 1983年1月14日 - 平田町 住宅火災　死者3人、48㎡焼失、原因：放火
- 1983年10月26日 - 花園6丁目 住宅火災　死者2人、144㎡焼失、原因：放火
- 1986年4月30日 - 健軍2丁目 住宅火災　死者5人、20㎡焼失、原因：放火
- 1988年3月28日 - 昭和町 住宅火災　死者4人、152㎡焼失、原因：電気ストーブ
- 1988年5月3日 - 5.3水害　床上床下浸水5,214棟、崖崩れ78ヶ所
- 1988年8月23日 - 花園6丁目 住宅火災　死者3人、負傷者1人、67㎡焼失、原因：放火
- 1990年7月2日 - 7.2水害　死者2人、床上床下浸水1,474棟、崖崩れ29ヶ所、道路決壊2ヶ所、堤防決壊4ヶ所
- 1991年8月19日 - 龍田町弓削 廃車火災　廃車約1,500台焼失（消火活動時間約19時間）、原因：不明
- 1991年9月27日 - 台風19号　最大瞬間風速52.6m/s、死者1人、負傷者16人、住家全壊79棟、住家半壊678棟、一部損壊63,752棟、災害救助法適用
- 1992年12月25日 - 長嶺町 住宅火災　死者4人、272㎡焼失、原因：不明
- 1993年2月11日～5月16日 - 市内中心部 連続不審火火災　死者1人、不審火火災件数24件
- 1995年1月13日 - 花園1丁目 住宅火災　死者2人、195㎡焼失、原因：不明
- 2001年12月1日 - 城山上代町 集団食中毒　搬送人員235人（中等症7人）
- 2003年6月6日 - 坪井3丁目 住宅火災　死者3人、183㎡焼失、原因：不明
- 2003年6月24日 - 下通1丁目 雑居ビル火災　死者1人、負傷者10人、68㎡焼失、原因：放火
- 2007年11月18日 - 奥古閑町 住宅火災　死者3人、150㎡焼失、原因：電灯電話配線
- 2008年9月6日 - 花立6丁目 住宅火災　死者3人、80㎡焼失、原因：放火
- 2009年8月2日 - 八幡1丁目 工場火災　負傷者17人、ぼや、原因：化学物質、化学反応
- 2012年7月12日 - 九州北部豪雨災害　負傷者3人、住宅全半壊234棟、床上床下浸水772人（いずれも熊本市（植木町、富合町、及び城南町を含む）に関するデータ）
- 2016年4月14日及び16日 - 平成28年熊本地震　死者64人、負傷者711人、全壊5,669棟、大規模半壊8,795棟、半壊35,798件、一部損壊67,113（平成29年1月31日現在、出典：熊本地震記録誌「震災の記録 - 再起へ - 」）
- 2016年6月20日 - 津浦町 土砂災害　死者2人、原因：大雨による土砂崩れ
- 2018年7月19日 - 宮内 集団熱中症　搬送人員35人（中等症13人）